# Dubái
Dubái (en árabe: دبيّ‎, romanizado: Dubayy) es uno de los siete emiratos que conforman los Emiratos Árabes Unidos, cuya capital es la ciudad homónima. Está situado en la costa del golfo Pérsico, en el desierto de Arabia, y limita al sur con el emirato de Abu Dabi, con el de Sharjah por el noreste y, a través del exclave de Hatta, con el Sultanato de Omán por el sureste y con los emiratos de Ajman por el oeste y Ras al Jaima por el norte. El entrante de agua salada del golfo Pérsico denominado Khawr Dubayy atraviesa la ciudad capital en dirección noreste-suroeste. Tiene una superficie total de 4114 km².
Los primeros habitantes del emirato se dedicaban al comercio de perlas, una actividad en la que basarían su economía hasta el siglo XX y que les permitiría tener relaciones comerciales con China, India y Pakistán, principalmente. Su progreso económico y la estratégica ubicación en el golfo Pérsico motivó la ambición de otras naciones para apoderarse de sus rutas comerciales. En 1766, Gran Bretaña se hizo con el control de las rutas que les unían con el golfo Pérsico, y desde entonces Dubái pasó a constituir un protectorado del Gobierno británico, situación que prevalecería por casi dos siglos. Desde 1833 la dinastía Al Maktum gobierna el emirato. El descubrimiento de petróleo en Dubái, en los años 1960, supuso un cambio significativo en la economía y administración de Dubái. En la década siguiente se formaron los Emiratos Árabes Unidos, dando término a su relación de dependencia con el Reino Unido.
El Gobierno de Dubái se rige por un sistema de monarquía constitucional, encabezado por el jeque Mohamed bin Rashid Al Maktum desde 2006. Existe la Municipalidad de Dubái, cuyos objetivos están orientados a la planificación urbana, los servicios a la ciudadanía y el mantenimiento de los servicios locales. La mayor parte de la población que reside en el emirato es extranjera y proviene mayormente del resto del continente asiático. Si bien la economía tuvo un auge importante a partir del desarrollo de la industria petrolera en el país, los sectores que generan más ingresos en el emirato son la construcción, el comercio, el entrepôt —también referido al comercio practicado en una zona franca— y los servicios financieros; el enfoque turístico también es destacable, en especial aquel destinado a las compras. Dubái alberga varias construcciones y obras de infraestructura notables como los hoteles de lujo Burj Al Arab y Burj Khalifa —el más alto del mundo, con 828 m de altura—, los puertos de Mina Rashid y Jebel Ali, y el conjunto habitacional de islas artificiales The World y The Palm Islands. La baja tasa de desempleo ha atraído a una gran cantidad de extranjeros a mudarse al emirato en búsqueda de mejores oportunidades laborales. Sobre su cultura, puede concluirse que está fuertemente influenciada por el islam, y la sociedad árabe y beduina, lo cual queda reflejado en las normas de etiqueta y vestimenta, la literatura, la gastronomía y el arte.

## Etimología
Ante la escasa documentación existente sobre el desarrollo histórico de los EAU, no es posible determinar con certeza la etimología de las distintas regiones que conforman esta federación. La limitada información registrada procede directamente del folclore y la tradición oral. Se asume que el término «Dubái» puede provenir tanto del árabe como del persa y su uso más antiguo data del año 1095, cuando apareció en un libro del geógrafo hispanoárabe Abdullah bin Abdu Azi al-Bakri Al Andalesi. Si bien este nunca visitó la península arábiga, en su obra recopiló las anécdotas que otros comerciantes y viajeros le compartieron de sus viajes a este territorio, que el geógrafo describió solamente como «un vasto lugar». Cinco siglos después, en 1587 el comerciante italiano Gaspero Balbi utilizó la denominación «Dibei» y, de forma similar a Al Andalesi, explicó que se trataba de «un lugar extenso» frecuentado por venecianos que buscaban perlas en el mar. Algunas publicaciones británicas de la década de 1820 contienen el término «Al Wals» para designar a la región comprendida actualmente por los barrios dubaitíes de Jumeirah, Shindagha, Deira y Bur Dubai.
Existen varias teorías con respecto a la etimología de «Dubái». El escritor Ahmad Mohammad Obaid, especializado en los distintos dialectos de los EAU, especuló que proviene de «Daba», palabra que en árabe significa «cría de langosta», y el cual es un término popular usado inclusive en un antiguo proverbio árabe. Sin embargo, para el historiador Faleh Handhal su verdadero origen se encuentra en la palabra «Yadub», que hace alusión al «lugar en el que un río se desliza sobre tierra firme», en clara referencia a la ría Khawr Dubayy. Otros coinciden en que su procedencia es persa y resulta de la combinación de las palabras du —«dos»— y bradr —«hermano»—, en alusión a dos asentamientos gemelos, mientras que otra explicación incluye la forma diminutiva de la palabra Daba —«mercado»—, en alusión a la principal actividad económica de sus antiguos habitantes. Del nombre actual deriva su gentilicio, «dubaití».

## Historia

### Prehistoria y época islámica

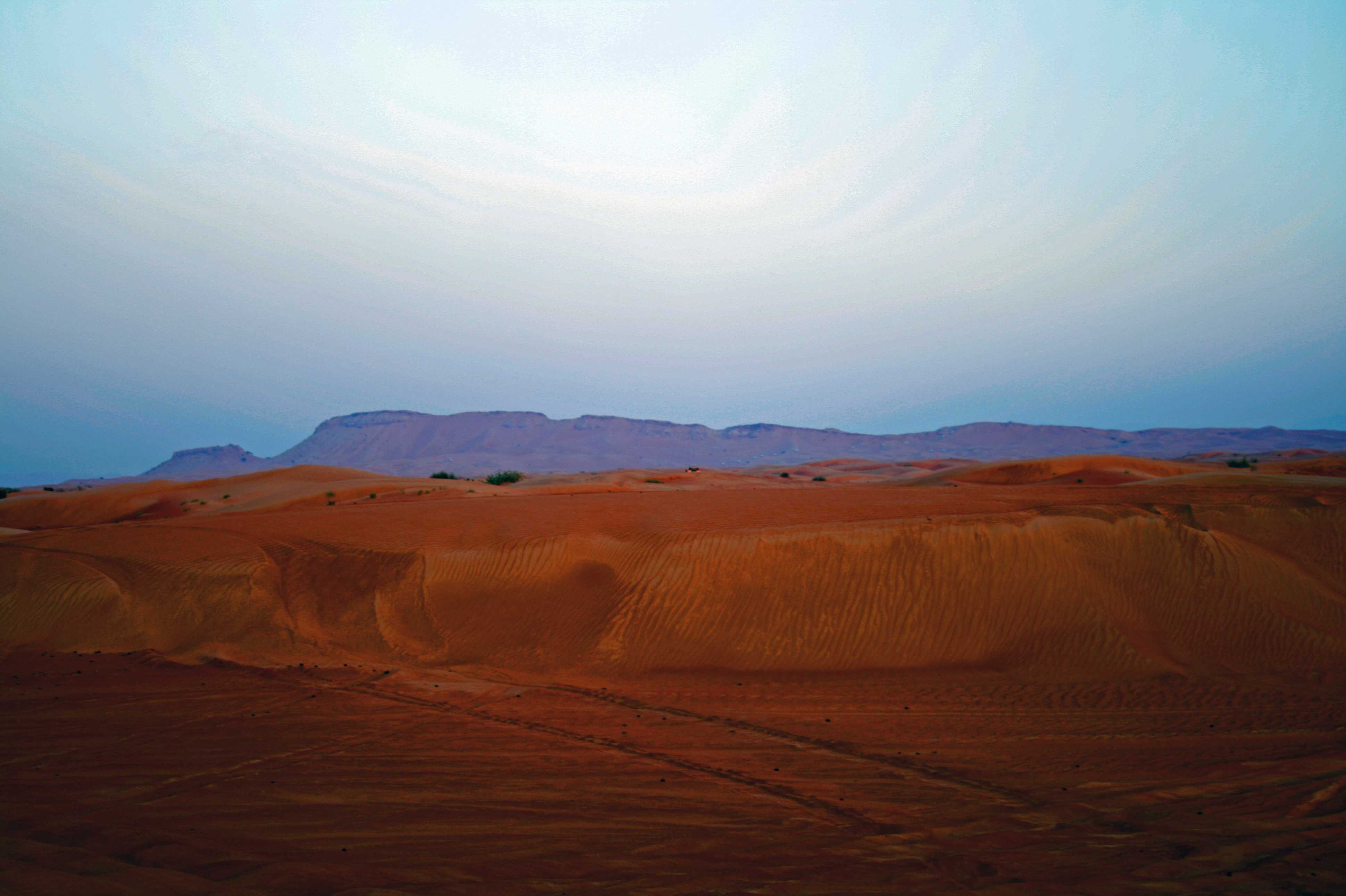
Vista de una región desértica en Dubái

La información sobre los primeros asentamientos humanos en los Emiratos Árabes Unidos es escasa y únicamente se han encontrado algunos yacimientos y vestigios prehistóricos. De acuerdo con los hallazgos descubiertos, los primeros establecimientos se realizaron durante la Edad de Piedra tardía, período en que el clima propiciaba la existencia de sabanas y pastizales. Las condiciones climáticas cambiaron gradualmente y, hacia el año 3000 a. C., la región adquirió las características áridas que se observan desde entonces. La línea de costa experimentó avances hacia el mar y retrocesos: para el año 2000 a. C. se retrajo hasta alcanzar la superficie que hoy ocupa Dubai Internet City. Unos cientos de años después la costa avanzó de nuevo hacia el mar, hasta llegar a la línea actual.
Hacia el año 5500 a. C sus habitantes practicaban ya el comercio marítimo y el pastoreo. Al término del período de Wadi Suq y comienzos de la denominada Edad del Hierro, se observó una intensificación de la agricultura y comenzó a cultivarse la palma datilera, además de practicarse la pesca. Es posible que el progreso comercial que experimentaba la región diera lugar al establecimiento de vínculos con la civilización Magan y otras tribus ubicadas en los actuales Irak y Pakistán. Entre los productos más intercambiados se encontraban el cobre y las perlas. Más tarde, varias comunidades se vieron obligadas a migrar debido a la desertificación. Las primeras descripciones de los EAU datan de los años 932 y 948, cuando el autor Abu'l-Fraja Qudama describió un itinerario que atravesaba una zona a la que se refirió como «al-Sabkha» —trad. literal: «las salinas»—, que se extendía desde Omán hasta Basora, pasando por Catar. Es incierto si este itinerario cruzaba precisamente Dubái.
De acuerdo con hallazgos arqueológicos en Jumeirah —uno de los principales centros de intercambio mercantil—, los sasánidas se asentaron en la región aproximadamente en el siglo IV y extendieron su dominio hasta Yemen. Su rivalidad con la tribu Azd fue uno de los factores que propició su expulsión del territorio en el año 630, cuando comenzó a difundirse la práctica del islam. Después del enfrentamiento que sostuvieron los Azd con los omeyas, no existen más registros de otros acontecimientos notables en la región hasta el año 750, cuando los abásidas ocuparon la región y se enfrentaron a algunas facciones de la tribu Azd que habitaban en Omán. En el siglo IX se desencadenó la rebelión Zanj.

### Siglos XI-XIX
En el primer milenio de la era común, El Cairo sustituyó a los EAU como el principal centro de intercambio comercial en Oriente, aunque el comercio marítimo seguía siendo relevante y varios asentamientos árabes contaban con puertos comerciales que les permitían importar, por ejemplo, seda y porcelana del Imperio chino.

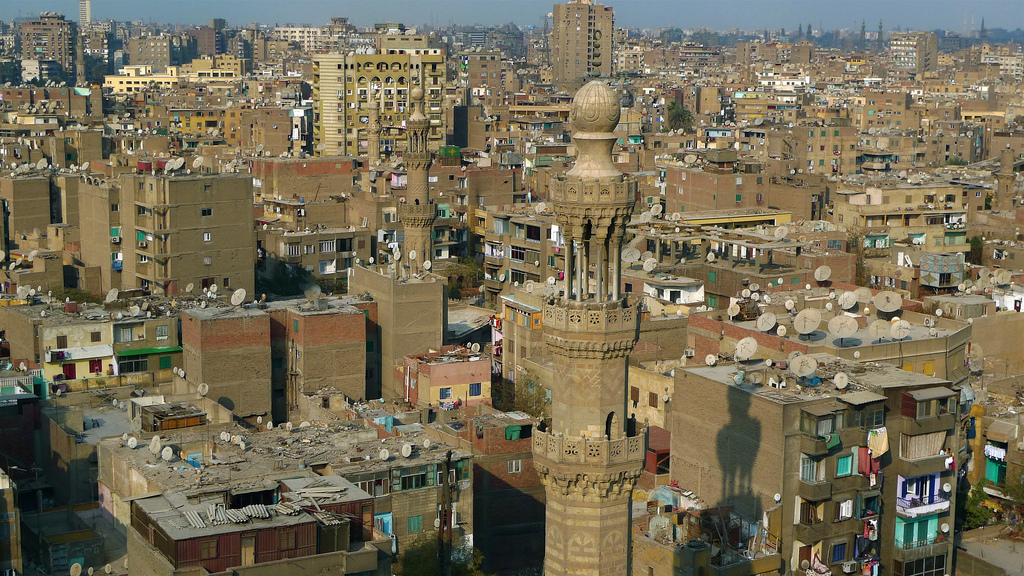
El Cairo, con la decadencia de los EAU, se convirtió en el principal centro de comercio de la región.

Su prolongada actividad marítima atrajo el interés sucesivo de potencias europeas como Portugal, que entre 1498 y 1557 intentó apoderarse de las rutas establecidas por los Emiratos con la India y el Extremo Oriente, lo cual derivó en constantes enfrentamientos entre portugueses y otomanos. Dos siglos después, en los años 1700, Francia, los Países Bajos y Gran Bretaña imitaron la iniciativa portuguesa. A nivel regional, el territorio de Dubái estaba bajo dominio de dos facciones que mantenían una pugna entre sí: los Qasimi, una tribu de piratas que controlaban el norte, y los Bani Yas, hacia el sur. En sus continuos esfuerzos por acaparar las rutas marítimas, los británicos tuvieron que combatir a los Quasimi. A principios del siglo XIX, el máximo jerarca de Dubái era Mohammed bin Hazza, y la región mantenía una dependencia directa de Abu Dabi. El 8 de enero de 1820, Bin Hazza presidió una reunión con los jeques de Ras al-Khaimah, Umm al-Qaywayn, Ajmán, Sharjah y Abu Dabi —a los cuales el imperio británico se refería como «la costa pirata»— que resultó en la firma del Tratado general de paz mediante el cual los británicos se comprometieron a evitar actos de piratería en la región. Este hecho marcó el comienzo de su protectorado en territorio árabe.
De acuerdo con un informe redactado por el teniente inglés Robert Cogan en 1822 Dubái tenía una población de 1200 habitantes y varias de sus viviendas estaban construidas de barro. La región estaba rodeada por una muralla de baja altura y contaba con tres torres de observación. Cogan fue uno de los primeros en dibujar un mapa de la ciudad de Dubái que incluía el nivel del mar.
En 1833, ochocientos integrantes del clan Al-Maktoum, de Al Abu Falasa —perteneciente a los Bani Yas—, abandonaron su asentamiento en el oasis de Liwa, al suroeste de Abu Dabi, e invadieron Dubái bajo la guía de Maktoum bin Butti. Este último estableció la dinastía homónima que gobierna desde entonces al emirato. Una de las primeras prioridades de Maktoum consistió en garantizar la protección de Dubái con los británicos, que para entonces ya dominaban las rutas comerciales de Oriente y tenían cierta influencia en la política y el sistema de gobierno de varios territorios árabes. En 1841, un brote epidémico de viruela causó que gran parte de la población del sur de Dubái se trasladara a Deira, ubicada en el centro del emirato. En la siguiente década, los territorios de Sharjah, Dubái y Abu Dabi firmaron el Tratado perpetuo de paz y amistad con el Reino Unido, que les permitió ocuparse de la política exterior de los emiratos, en ese entonces conocidos como «Estados de la Tregua», a cambio de protección contra cualquier posible invasor. No obstante, también fueron responsables de varios asuntos internos de los emiratos hasta la primera mitad del siglo XX.
En 1894, el jeque Maktoum bin Hasher al-Maktoum Maktoum otorgó una exención de impuestos a extranjeros interesados en adquirir productos en Dubái, esto es, convertirla en una zona franca. En esa época, las relaciones comerciales del emirato comenzaban a verse disminuidas, por lo que este suceso fomentó significativamente el comercio. Varios mercaderes persas se mudaron a Dubái y establecieron el barrio Al Bastakiya, llamado así por la región de Bastak, al sur de Persia. Ese mismo año un vasto incendio en Deira causó la destrucción de varias viviendas, así que los habitantes comenzaron a construir con nuevos materiales como el coral y yeso.

### SigloXX

#### 1900-50
Durante las primeras tres décadas del siglo XX, la economía de Dubái dependió directamente de sus actividades comerciales en el golfo Pérsico. Era el emirato más rico del territorio y su ciudad homónima era conocida como la «Venecia del Golfo». Según el historiador G. G. Lorimer, en 1908 Dubái generó ingresos por 51 400 USD. Su población oscilaba en aproximadamente 10 000 habitantes, y Deira era el sector que tenía la mayor cantidad de casas y tiendas del emirato —1600 y 350, respectivamente—.

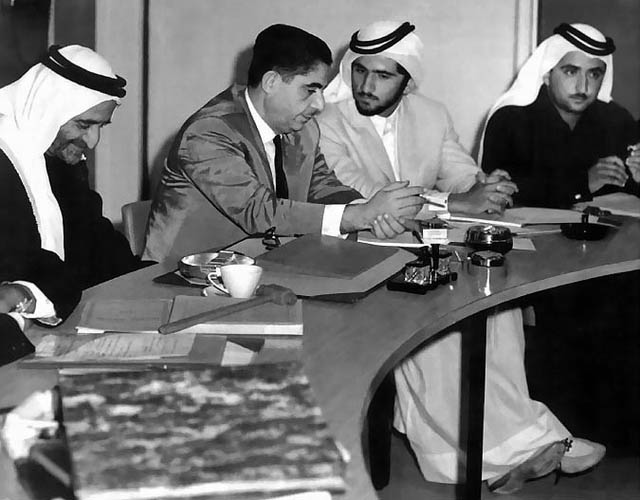
De izquierda a derecha: Rashin bin Saeed al Maktum, el abogado Adi Nasib Al Bitar y los hijos del primero: Maktoum bin Rashid Al Maktum y Mohamed bin Rashid Al Maktum. Bitar tuvo un rol importante en el Medio Oriente; en los años 1960 trabajó como consejero legal para Dubái y fue responsable de las primeras leyes y cortes civiles que regularon al emirato.

Hacia los años 1930 la planificación urbana comenzó a cobrar una mayor relevancia. Sin embargo, tras la crisis económica internacional de 1929 y la Segunda Guerra Mundial, sumado al surgimiento de una nueva industria en Japón dedicada a la producción de perlas sintéticas, la economía de Dubái atravesó una fuerte crisis que ocasionó el cese definitivo del comercio de perlas, por mandato del jeque Saeed bin Maktoum. En respuesta, varios de sus habitantes se mudaron a Arabia Saudita y Kuwait entre las décadas de 1940 y 1950. El nivel de población disminuyó de 38 000 a 20 000 residentes entre 1940 y 1953. Como alternativa, el jeque decretó que la economía del emirato habría de reconducirse a la reexportación de bienes a otros puertos comerciales. En esa época empezaron a darse las primeras búsquedas de yacimientos de petróleo en los emiratos y Dubái no fue la excepción: en 1937 se contrató a una subsidiaria de Iraq Petroleum Company para que llevara a cabo las labores de exploración subterránea. Hubo varias disputas entre los emiratos ante la necesidad de establecer los límites fronterizos entre sus territorios; en 1940, por ejemplo, se suscitó un conflicto entre Dubái y Sharjah, el cual fue resuelto por el Gobierno británico bajo la advertencia de cesar sus insumos de pólvora en caso de continuar la disputa. Una situación similar ocurrió en 1947, esta vez entre Dubái y Abu Dabi, resuelto de nueva cuenta por los ingleses mediante la definición de un límite fronterizo definitivo entre ambas regiones.
En los años 1950, el Gobierno británico trasladó sus oficinas administrativas de Sharjah a Dubái. La incorporación de redes eléctricas y de telefonía, servicios médicos de primer nivel, nuevos modelos educativos, un cuerpo de policía local y una municipalidad a cargo de proyectos en desarrollo de la capital fue el principal motivo para la mudanza. Se construyó un aeropuerto en la ciudad homónima y en 1955 se introdujo el cemento. El establecimiento del Consejo de los Estados de la Tregua, destinado al desarrollo de reuniones y acuerdos oficiales entre los distintos jeques, acabaría siendo uno de los antecedentes para la eventual formación de los Emiratos Árabes Unidos.

#### 1951-2000
En los años 1960 se dio un auge de la exploración de yacimientos petrolíferos, década en la que Dubái incrementó también su actividad comercial con otros países como India y Pakistán. Cuatro años después de que Abu Dabi comenzara a exportar petróleo, se encontraron en 1966 los primeros depósitos subterráneos en Dubái en una zona localizada a 97 km de la ciudad capital. El jeque Rashin bin Saeed al Maktum se refirió a la zona como «campo petrolífero de Fateh», término en árabe cuyo significado es «buena fortuna». A continuación, Bin Saeed otorgó concesiones a varias empresas extranjeras para la extracción de crudo; en 1968, la Continental Oil Company anunció la construcción de una instalación submarina de almacenaje en Fateh, con capacidad para 79 000 m³, que sustituyó el transporte manual del petróleo mediante cisternas.
Ese mismo año, el Gobierno británico dejó entrever que disolvería el acuerdo de los Estados de la Tregua, al mismo tiempo que los jeques de Dubái y Abu Dabi discutían sobre las posibilidades de establecer una nueva nación. Tras la finalización de la estación submarina a cargo de Continental en 1969, Dubái comenzó a exportar su petróleo. El 2 de diciembre de 1971 los jeques de los Estados de la Tregua se reunieron y acordaron la formación de una federación denominada «Emiratos Árabes Unidos», que se incorporó casi de manera instantánea a la Liga Árabe. Zayed bin Sultán Al Nahayan, jeque de Abu Dabi, fue elegido como el primer presidente de los EAU, mientras que Rashid, de Dubái, asumió el oficio de vicepresidente. Para la autora Schulte-Peevers, a partir de este acontecimiento, «Dubái pasó a ser una de las ciudades-estado más estables, en cuanto a su situación política, en el mundo árabe». Los ingresos generados por la exportación del petróleo le permitieron al Gobierno de Dubái invertir en varios proyectos de infraestructura que incluyeron edificios, autopistas y oleoductos. El nivel de población aumentó en más de 300 % entre 1968 y 1975, lo cual le llevó a ser el segundo emirato más poblado de los EAU, solo superado por Abu Dabi con casi 30 000 habitantes más. En 1979, se inauguró la ciudad portuaria de Jebel Ali, considerada como el «puerto artificial más grande del mundo» y con una gran influencia en el golfo Pérsico, al mismo tiempo que comenzó la edificación del World Trade Center Dubai —primera estructura elevada de la ciudad capital—, del Aeropuerto Internacional de Dubái y de la Zona Franca de Jebel Ali.

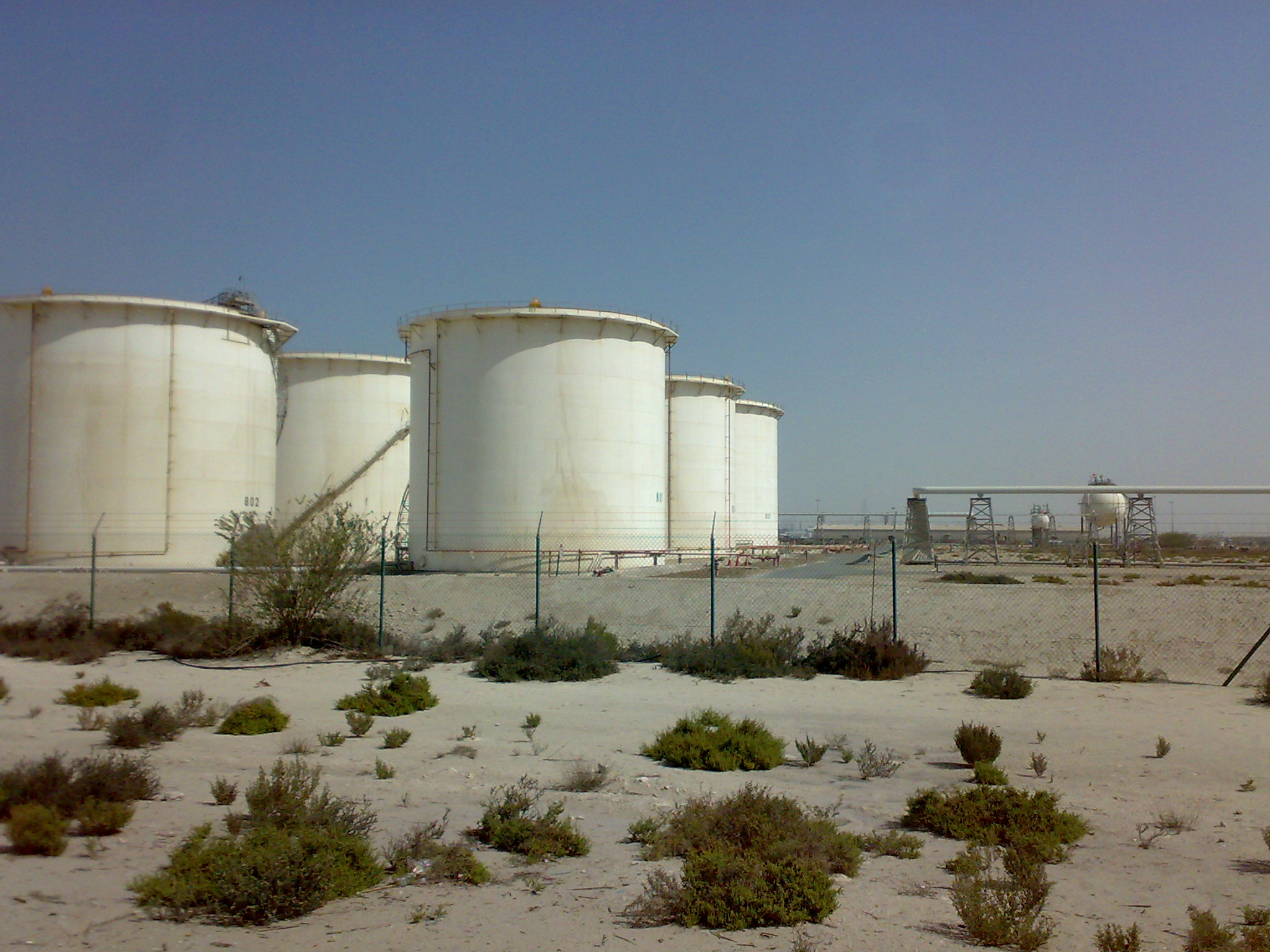
Tanques almacenadores de petróleo en la zona libre de Jebel Ali

Tras la guerra Irán-Irak, en los años 1980, en la cual los EAU apoyaron a Irak económicamente, la política interna se centró en la búsqueda de alternativas para generar mayores ingresos y evitar la dependencia directa del petróleo. Para Dubái, esto resultaba indispensable, ya que sus reservas eran más limitadas que las de otros emiratos de la federación. En 1990, Maktum bin Rashid Al Maktum remplazó a su fallecido padre como jeque de Dubái y vicepresidente de los EAU. Cinco años después, su hermano, Mohamed bin Rashid Al Maktum, fue elegido como príncipe heredero, convirtiéndose en el nuevo gobernante de facto del emirato. La industria turística tuvo un auge importante a mediados de los años 1990, tras la organización de eventos como el Dubai Shopping Festival y la Copa mundial de Dubái, además de la construcción del hotel de lujo Burj Al Arab conocido por su diseño en forma de vela.

### Años 2000-actualidad
| Una de las mejores cosas sobre Dubái es su capacidad para crecer y expandirse. Este emirato es mucho más que una ciudad, o un centro financiero; es un lugar donde desarrollo, cambio y progreso son parte del día a día. —Amanda Line, socia de PwC Academy y miembro de The Capital Club, tras la elección de Dubái como sede de la Exposición Internacional de 2020. |

A comienzos de los años 2000 el precio del petróleo disminuyó y los EAU implementaron una serie de estrategias económicas para subsistir basadas en el turismo, las telecomunicaciones, la aviación y la exportación de aluminio, entre otras áreas. Los proyectos arquitectónicos continuaron en expansión y se inauguraron varias zonas francas como la Dubai Media City, el parque tecnológico Dubai Internet City y la Dubai Knowledge Village. Por su parte, también comenzaron las obras de las islas artificiales The Palm Islands, el rascacielos Burj Khalifa y el Dubai Mall, hasta que en 2008 llegó una crisis económica que provocó la parálisis de numerosos proyectos por falta de rentabilidad. En 2012, la economía volvió a reactivarse. a partir de la emisión de bonos como solución a un acontecimiento que «desató una tormenta en los mercados bursátiles durante varios días».
A principios de 2013 Dubái fue elegido como sede de la Exposición Internacional de 2020, siendo la primera ocasión en que este evento será celebrado en el Oriente Medio. Su programa estratégico para la exposición «gira en torno a la sostenibilidad y la promesa de financiar proyectos innovadores de energía solar y agua potable que permitan extender esos servicios básicos a las comunidades que los necesitan». El evento contó con la participación de hasta 192 países que atrajeron a más de veinticuatro millones de visitantes a lo largo de sus seis meses de duración.
De acuerdo con un reporte elaborado por The Big 5 —un consorcio de construcción en Oriente Medio—, a mediados de 2016 existían 3700 obras en construcción en Dubái, con una inversión aproximada ascendente a 400 000 millones USD. Entre estas obras destacan el IMG Worlds of Adventure, catalogado como el «mayor parque temático cubierto del mundo», Bluewaters Island, una isla con plazas, hoteles y una noria de 260 metros de altura denominada Dubai Eye; Dubai Creek Tower, un rascacielos más elevado que el Burj Khalifa; así como las demarcaciones Mohammed Bin Rashid Al Maktoum City - District One y Dubai World Central.

## Gobierno y política

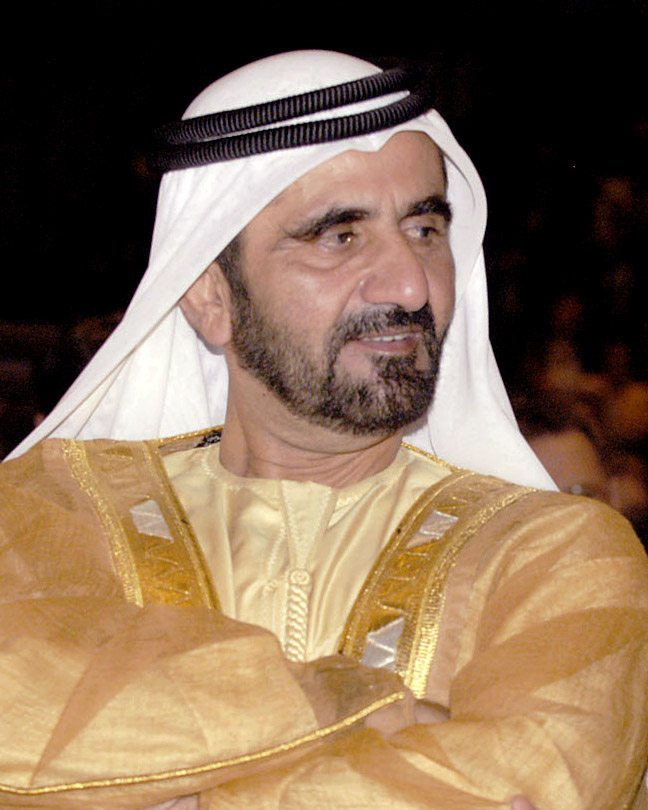
Mohamed bin Rashid Al Maktum

En Dubái existe una monarquía constitucional encabezada por la dinastía Al Maktum. Desde 2006 el emirato es gobernado por el jeque Mohamed bin Rashid Al Maktum y su hijo, el príncipe heredero Hamdan bin Mohamed bin Rashid Al Maktum, es responsable del desarrollo de planes estratégicos de Dubái y ministro de Finanzas de la federación. Otras de las responsabilidades políticas del jeque incluyen el cargo de vicepresidente y primer ministro de los Emiratos, así como miembro del Consejo Supremo Federal.
La constitución política federal establece la división del poder en tres ramas —ejecutiva, legislativa y judicial—. Las dos primeras están subdivididas en una jurisdicción federal y otra local. En caso de ser necesario, los gobiernos locales pueden ceder algunas funciones políticas y administrativas a la federación. Esta última es responsable directamente de varios aspectos como la política exterior, seguridad y defensa, educación, salud pública, relaciones laborales y comunicaciones. La gestión de estos y otros aspectos está recogida en el documento Estrategia de gobierno de los EAU, publicado en 2007. Desde antes del establecimiento de los EAU, Dubái ya contaba con instituciones encargadas de velar por las necesidades de su población. Por ejemplo, la Municipalidad de Dubái —establecida en 1954 por el entonces jeque Rashid bin Saeed Al Maktum— se ocupa de la planificación urbana, los servicios a la ciudadanía y el mantenimiento de los servicios locales.
El Consejo Ejecutivo de Dubái, fundado en 2003, está integrado por varias dependencias cada una de las cuales cumple con las funciones de un ministerio y es responsable de coordinar y gestionar los servicios públicos del emirato. Este órgano es regido por el príncipe del emirato. El Consejo Supremo Federal está conformado por los jeques de cada emirato, quienes eligen cada cinco años a un presidente y un vicepresidente para esa institución. Sus funciones abarcan tanto aspectos ejecutivos como legislativos. Finalmente, el Consejo Federal Nacional actúa como un parlamento y se rige por el principio musulmán de shura. Lo integran cuarenta representantes de los siete emiratos y es presidido por uno o dos voceros elegidos por los integrantes del consejo. Junto con Abu Dabi, es el único emirato que cuenta con derecho de veto en el consejo.
Aunque existe una política judicial a nivel federal, que establece una estructura conformada por un Tribunal Supremo Federal de cinco jueces, tribunales de primera instancia y un tribunal de apelaciones ubicado en Abu Dabi, capital de los EAU, Dubái y Ras al-Khaimah son los únicos emiratos de la federación que siguen su propia política independiente. En el caso de Dubái, existen tres cortes judiciales: una de primera instancia, otra de apelaciones y una más de casación. La primera incluye otras tres cortes responsables de atender cualquier demanda civil, criminal o sharia. Si bien esta última está destinada al pueblo musulmán, también pueden participar personas que no profesen el islam. Una vez que se atienden las distintas solicitudes de la ciudadanía en la corte de primera instancia, existe la posibilidad de resolver cualquier apelación en la corte del mismo nombre. Finalmente, la corte de casación emite una resolución final que resulta inapelable. En cuanto a las fuerzas de seguridad, la Policía de Dubái —fundada en 1956— responde directamente al jeque en el poder. Cabe señalarse que en Dubái existe un reglamento vial, emitido por la Autoridad de Caminos y Transportes del emirato, el cual debe ser cumplido rigurosamente por la población y que confiere multas severas para cualquier infracción. Hay otro comando regional policíaco, las Fuerzas de Defensa de Dubái, el cual es dependiente de la federación.

### Relaciones exteriores
Más de cincuenta países que mantienen relaciones diplomáticas con los EAU cuentan con un consulado general dentro del territorio de Dubái. El emirato mantiene vínculos con más de sesenta países, a partir de la incorporación de la federación en organizaciones como la Liga Árabe, la Organización de las Naciones Unidas, la Organización de Países Exportadores de Petróleo y el Consejo de Cooperación para los Estados Árabes del Golfo. La mayoría de las decisiones diplomáticas de los emiratos, incluidas las de Dubái, son responsabilidad de Abu Dabi.
Su capacidad para producir hidrocarburos, los esfuerzos por retener a clientes con los cuales pueda mantener un intercambio comercial duradero, y su inversión turística han influido de manera importante en las relaciones diplomáticas con otros países. Una de las políticas de mayor importancia para los EAU en lo que concierne a las relaciones exteriores procura la búsqueda de seguridad y estabilidad social en territorio árabe, dada la tensión y conflictos que se han presentado entre Irak e Irán, o la ocupación israelí de Palestina, a la cual se opone. Aunque no existan relaciones diplomáticas con ciertas naciones, los Emiratos admiten la entrada a su territorio a sus ciudadanos en caso de que participen en algún evento cultural, económico o deportivo. Al igual que los demás emiratos, Dubái cuenta con leyes que sancionan de forma severa el uso y posesión de drogas, incluyendo su uso medicinal o terapéutico. Los turistas reciben recomendaciones con tal de evitar ser interrogados o aprisionados durante su estancia en el emirato.

### Derechos humanos y labor humanitaria

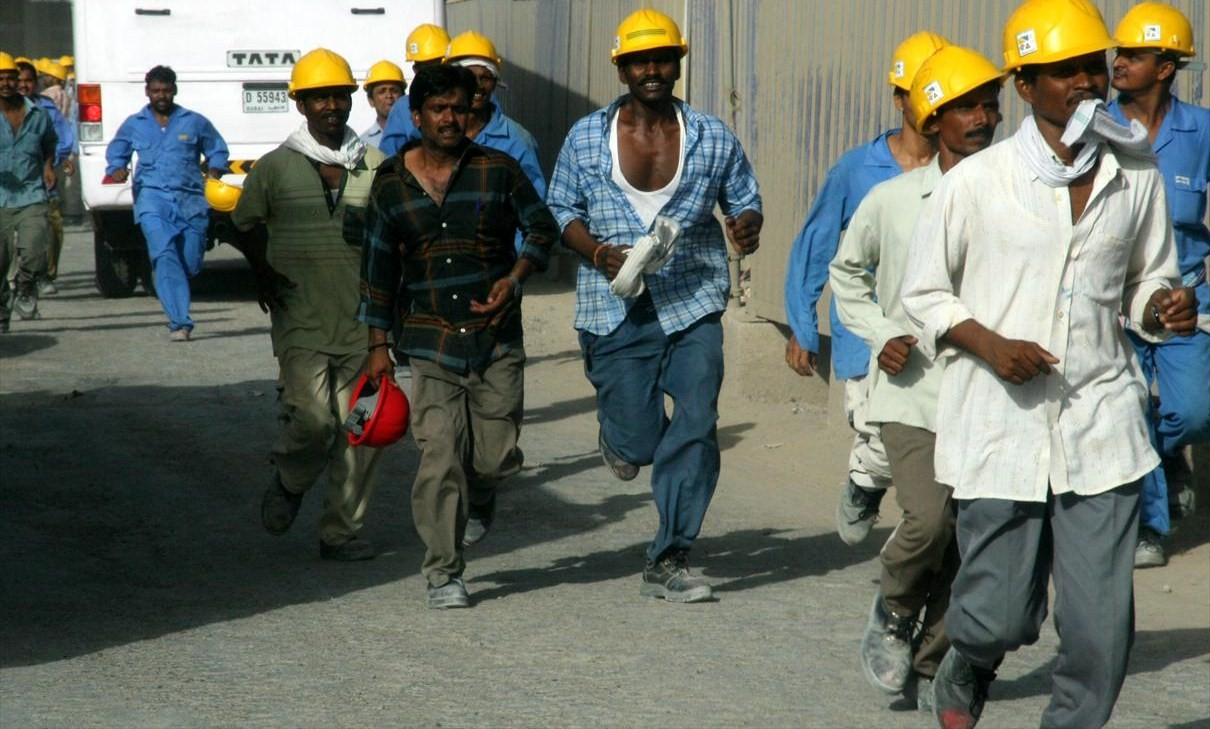
Fotografía de un grupo de trabajadores durante la construcción del Burj Khalifa, en junio de 2007.

El artículo 25° de la constitución de los EAU establece la igualdad entre las personas sin importar su raza, nacionalidad, religión o estatus social. A pesar de ello, un informe de Human Rights Watch publicado en 2006 destacó las condiciones «menos que humanas» en las que trabajan los extranjeros en Dubái, acusación que el Gobierno negó. Hasta ese año era ilegal que los trabajadores formaran sindicatos o realizaran negociaciones colectivas. Algunas de las quejas más comunes tienen que ver con los bajos salarios, el maltrato verbal, los incumplimientos de contrato por parte de los empresarios y la explotación laboral de los trabajadores, específicamente de aquellos que participan en la construcción de obras de infraestructura. El Comité de Medio Ambiente y Salud de los Trabajadores de la Municipalidad de Dubái está a cargo de mejorar las condiciones laborales en la capital del emirato. Entre 2009 y 2010 llevó a cabo la remodelación de varios centros de alojamiento laboral, o campamentos, además de que cuenta con inspectores que acuden a estos edificios para verificar las condiciones en las que habitan los trabajadores.
Además de lo anterior, existen otras varias restricciones en Dubái como parte de su legislación musulmana o sharia. La homosexualidad, por ejemplo, es considerada como un delito grave y puede ser penada con la muerte. Las manifestaciones públicas de afecto, especialmente los besos, son causa de deportación. Si bien la prostitución también es catalogada como un delito, estudios han demostrado la existencia de una posible red transcontinental de prostitución de mujeres en el emirato. Es ilegal introducir productos de cerdo y material pornográfico. Los residentes musulmanes tienen prohibido ingerir bebidas alcohólicas, y los extranjeros deben solicitar una licencia para consumir este tipo de bebidas. En cuanto al código de vestimenta, existe reglamentación específica sobre la longitud y tipo de prendas permisibles por las autoridades del emirato.
Desde su fundación los EAU comparten la filosofía de «ayudar a otros menos afortunados» y han llevado a cabo varias labores humanitarias. Para coordinar el apoyo humanitario, el Gobierno estableció el Ministerio de Desarrollo y Cooperación Internacional en 2013. Un año antes, era el 16° país con mayor cantidad de donativos realizados en todo el mundo. La mayor parte de los donativos provienen de fondos federales. Algunas de las acciones humanitarias más destacables de los EAU y de Dubái incluyen la fundación Mrajeeb Al Fhood, destinada a alojar a refugiados sirios en Jordania; el Mohammed bin Rashid Charity and Humanitarian Establishment, que desde 1997 gestiona acciones para la ayuda de niños huérfanos, viudas y víctimas de desastres naturales; la construcción de hospitales en Irak y Líbano; y la «Ciudad humanitaria internacional», una zona libre que surgió en 2007 a partir de la fusión de Dubai Aid City y Dubai Humanitarian City, y que gestiona la participación internacional en la ayuda humanitaria, con infraestructura y servicios comerciales, administrativos y logísticos.
En 2004 se realizó por primera vez la «Conferencia de desarrollo y ayuda humanitaria internacional de Dubái», un evento anual que recibe a representantes de agencias gubernamentales y caritativas de varios países para abordar temas relacionados con la ayuda humanitaria internacional. Tres años después se llevó a cabo la primera edición de la campaña educativa «Dubai Cares», cuyo propósito es recaudar fondos para llevar servicios educativos a niños de las regiones más pobres de todo el mundo. Esa ocasión acumuló más de tres mil millones AED —equivalentes a mil millones USD—. Desde entonces su cobertura ha llegado a más de siete millones de niños en 28 países diferentes. De manera similar, desde 2008 el proyecto de Noor Dubai colabora con la Organización Mundial de la Salud para promover acciones encaminadas al tratamiento de la ceguera y pérdida de la visión.

## Geografía

### Localización

Mapa de Dubái con sus divisiones

El emirato de Dubái está situado en la costa del golfo Pérsico de los Emiratos Árabes Unidos y tiene una altura media aproximada de 11 m s. n. m. Limita al sur con el emirato de Abu Dabi, con el de Sharjah por el noreste y con el Sultanato de Omán por el sureste, a través del exclave de Hatta que también hace frontera con los emiratos de Ajman por el oeste y de Ras al-Khaimah por el norte. El golfo baña la costa oeste de Dubái. Tiene una superficie de 4114 km², una importante expansión —debido a las reclamaciones sobre su soberanía en el mar—, ya que en sus inicios contaba con 3885 km².
El Khawr Dubayy es un entrante de agua salada que atraviesa la ciudad en dirección noreste-suroeste. En la sección este de la capital del emirato se encuentra la localidad de Deira, la cual limita con el emirato de Sharjah en el este y con la localidad de Al Aweer en el sur. En Deira se encuentran el Aeropuerto Internacional de Dubái al sur y la Palma Deira en el norte, en la costa del golfo Pérsico. Gran parte del auge inmobiliario de Dubái se concentra al oeste del Khawr Dubayy, en la parte costera de Jumeirah. Los puertos de Rashid y Jebel Ali, así como el Burj Al Arab, la Palma Jumeirah y algunos puertos libres tales como el Business Bay, están localizados en ese mismo sector.

### Orografía
Dubái se encuentra dentro del desierto de Arabia. Sin embargo, la orografía de este emirato es significativamente diferente a la de la parte meridional del resto del país, ya que mientras en Dubái —que se ubica al norte— destacan los desiertos de arena, en la parte sur prevalecen los de grava. La arena de la costa está conformada de conchas y corales molidos, lo cual hace que sea cómoda, blanca y limpia. Al este, las llanuras costeras con sales incrustadas, conocidas como sabkha, hacen que se produzca una línea de dunas en el eje norte-sur. A medida que se avanza en ese sentido, las dunas son más grandes todavía y preservan un color rojizo debido a la presencia de óxido de hierro.

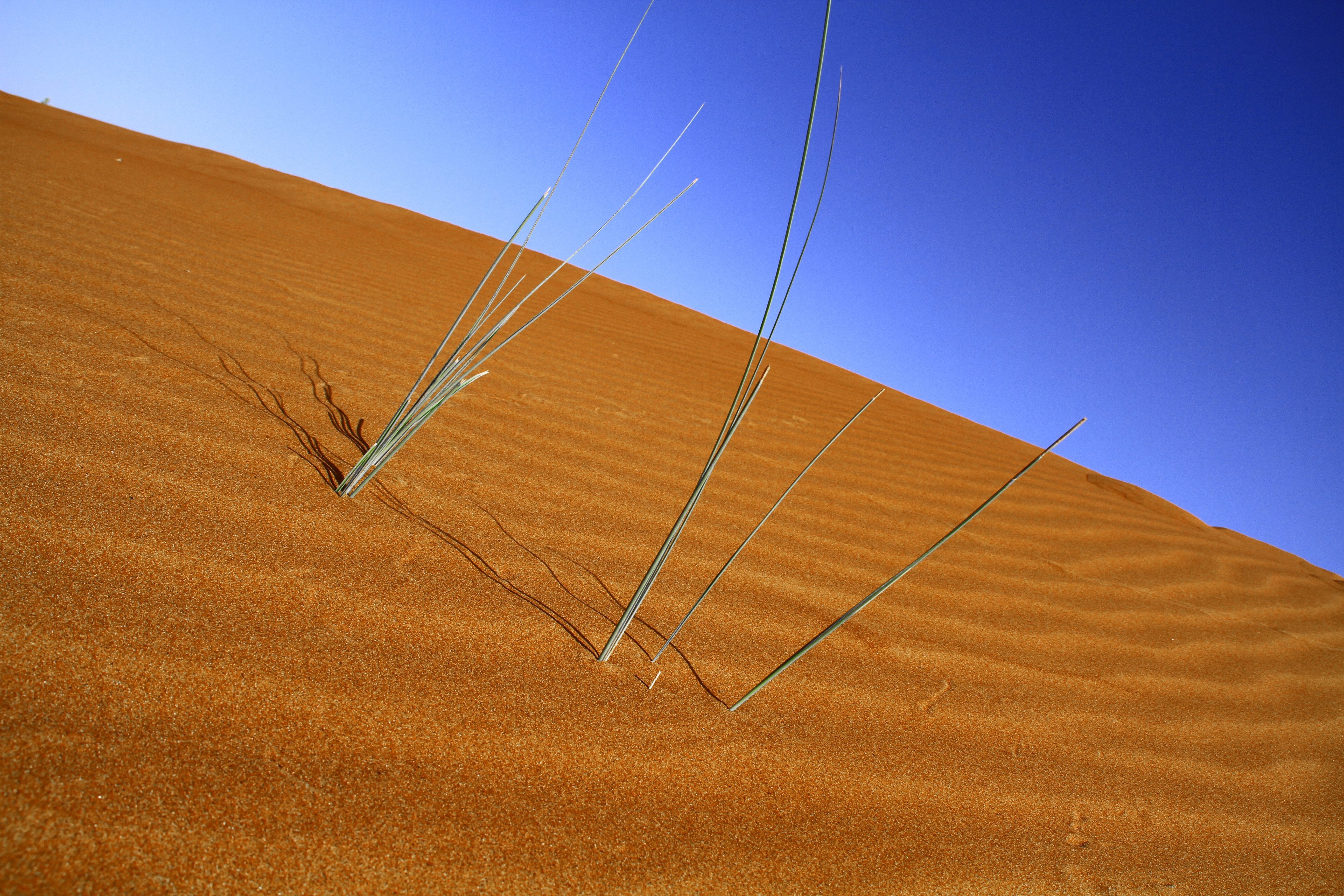
Vista del desierto de Dubái

El plano y arenoso desierto da paso por el este a las estribaciones occidentales de las montañas Al Hayar, que se extienden a lo largo de la costa sur del golfo de Omán. No se encuentran en el territorio principal del emirato, pero sí en el exclave de Hatta, que tiene un paisaje árido, irregular y abrupto, cuyos picos pueden llegar a alcanzar los 1300 m. En Dubái no hay cuerpos de agua naturales a excepción de la ría Khawr Dubayy, que ha sido dragada lo suficiente como para que puedan entrar grandes buques. También tiene gargantas y abrevaderos que salpican el oeste de Al Hayar. Por otra parte, existe un inmenso mar de dunas que cubre gran parte del sur del emirato, y que desemboca en el desierto de Rub al-Jali, también denominado como el «cuarto vacío». Tiene una larga costa en la parte oeste del emirato y gran parte de ella se encuentra por debajo del nivel del mar. En cuanto a su posición sísmica, Dubái se encuentra en una zona muy estable. La falla más cercana es la de los Zagros, ubicada a unos 200 km al norte de los EAU, por lo que es muy poco probable que haya sismos en Dubái. Algunos expertos afirman que la posibilidad de que se provoque un tsunami en la región es mínima, ya que las aguas del golfo Pérsico no tienen la profundidad suficiente como para desencadenar un maremoto.

### Clima
Dubái presenta un clima tropical desértico debido a su localización en los trópicos, lo que hace que en la Clasificación climática de Köppen sea de tipo BWh. Los veranos son extremadamente calurosos, húmedos y con abundantes rachas de viento, con temperaturas que pueden superar los 40 °C, aunque durante la noche descienden por debajo de los 30 °C. La mayoría de los días son soleados durante todo el año. Los inviernos son algo calientes, con temperaturas que en el día llegan a más de 20 °C y por las noches suelen caer hasta por debajo de los 15 °C. Las precipitaciones en general son escasas y prácticamente nulas en los meses de la época estival. Durante los días veraniegos puede haber alta humedad, que puede ocasionarle incomodidad a algunas personas.
| Parámetros climáticos promedio de Dubái                                 | Parámetros climáticos promedio de Dubái | Parámetros climáticos promedio de Dubái | Parámetros climáticos promedio de Dubái | Parámetros climáticos promedio de Dubái | Parámetros climáticos promedio de Dubái | Parámetros climáticos promedio de Dubái | Parámetros climáticos promedio de Dubái | Parámetros climáticos promedio de Dubái | Parámetros climáticos promedio de Dubái | Parámetros climáticos promedio de Dubái | Parámetros climáticos promedio de Dubái | Parámetros climáticos promedio de Dubái | Parámetros climáticos promedio de Dubái |
| Mes                                                                     | Ene.                                    | Feb.                                    | Mar.                                    | Abr.                                    | May.                                    | Jun.                                    | Jul.                                    | Ago.                                    | Sep.                                    | Oct.                                    | Nov.                                    | Dic.                                    | Anual                                   |
| ----------------------------------------------------------------------- | --------------------------------------- | --------------------------------------- | --------------------------------------- | --------------------------------------- | --------------------------------------- | --------------------------------------- | --------------------------------------- | --------------------------------------- | --------------------------------------- | --------------------------------------- | --------------------------------------- | --------------------------------------- | --------------------------------------- |
| Temp. máx. abs. (°C)                                                    | 31                                      | 31                                      | 37                                      | 41                                      | 45                                      | 45                                      | 47                                      | 48                                      | 43                                      | 40                                      | 41                                      | 31                                      | 48                                      |
| Temp. máx. media (°C)                                                   | 22                                      | 23                                      | 26                                      | 31                                      | 36                                      | 37                                      | 39                                      | 39                                      | 37                                      | 33                                      | 30                                      | 25                                      | 31.5                                    |
| Temp. media (°C)                                                        | 18                                      | 19                                      | 22                                      | 26                                      | 30                                      | 32                                      | 34                                      | 35                                      | 32                                      | 28                                      | 24                                      | 20                                      | 26.7                                    |
| Temp. mín. media (°C)                                                   | 14                                      | 15                                      | 17                                      | 20                                      | 24                                      | 26                                      | 29                                      | 30                                      | 27                                      | 23                                      | 19                                      | 16                                      | 21.7                                    |
| Temp. mín. abs. (°C)                                                    | 8                                       | 7                                       | 11                                      | 8                                       | 17                                      | 22                                      | 25                                      | 25                                      | 22                                      | 16                                      | 13                                      | 10                                      | 7                                       |
| Precipitación total (mm)                                                | 10                                      | 40                                      | 10                                      | 10                                      | 10                                      | 10                                      | 10                                      | 10                                      | 10                                      | 10                                      | 10                                      | 20                                      | 160                                     |
| Días de precipitaciones (≥ )                                            | 5                                       | 7                                       | 6                                       | 3                                       | 0                                       | 0                                       | 0                                       | 1                                       | 0                                       | 0                                       | 1                                       | 5                                       | 28                                      |
| Horas de sol                                                            | 248                                     | 224                                     | 248                                     | 300                                     | 341                                     | 330                                     | 310                                     | 310                                     | 300                                     | 310                                     | 270                                     | 248                                     | 3439                                    |
| Humedad relativa (%)                                                    | 65                                      | 65                                      | 60                                      | 55                                      | 50                                      | 55                                      | 55                                      | 55                                      | 60                                      | 60                                      | 60                                      | 65                                      | 58.8                                    |
| Fuente: Weather Data Base y Weather2travel.com 15 de septiembre de 2016 |                                         |                                         |                                         |                                         |                                         |                                         |                                         |                                         |                                         |                                         |                                         |                                         |                                         |

## Ecología

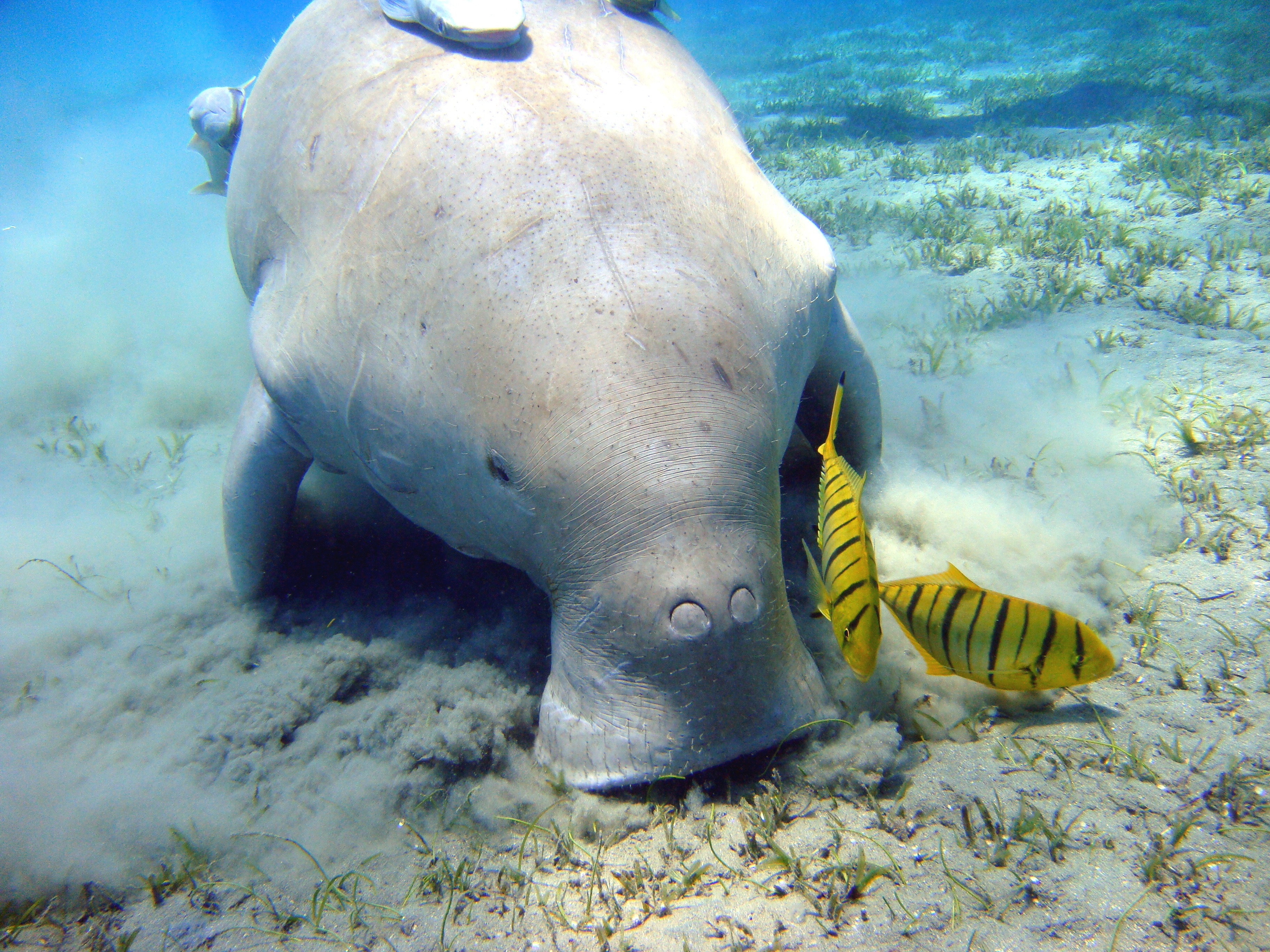
Un dugongo

El desierto de arena que rodea a la capital posee algunas palmeras datileras. En el sector oriental crecen lirios, mientras que en ciertas llanuras, cerca de las montañas occidentales de Al Hayar, existen acacias y los ghaf. Varios árboles autóctonos, entre ellos la palmera datilera y los neem, además de los árboles importados como los eucaliptos, crecen en algunos parques naturales del emirato. La avutarda hubara, la hiena rayada, el caracal, el zorro del desierto, los halcones y el órice de Arabia son las especies animales más comunes en los desiertos de la zona. Debido a su ubicación como paso de migración entre Europa, Asia y África, más de 320 especies de aves migratorias atraviesan su territorio entre primavera y otoño. Las aguas dubaitíes son el hogar de más de 300 especies diferentes de peces, incluido el mero. La típica vida marina ya alejada de la costa de Dubái incluye peces tropicales y medusas, así como corales, dugongos, delfines, ballenas y tiburones. También se pueden encontrar varios tipos de tortugas, como la tortuga carey o la tortuga verde, ambas consideradas en peligro de extinción.
Existen instituciones como la Dubai Desert Conservation Reserve, que llevan a cabo estudios sobre la biodiversidad y preservación de la ecología del emirato. De igual manera, el Gobierno ha establecido varias reservas naturales para especies animales exclusivas de la región, o que se encuentran en peligro de extinción como Ras Al Khor. Debido al rápido crecimiento poblacional y las constantes obras de infraestructura, el impacto ambiental ha ido en aumento. Aunado a ello, el uso de vehículos aumenta la polución considerablemente. Hay 29 días al año con bruma, pero el número de días con humo asciende a 91, además de que las jornadas con baja visibilidad son de 173 días de media anualmente.

## Economía

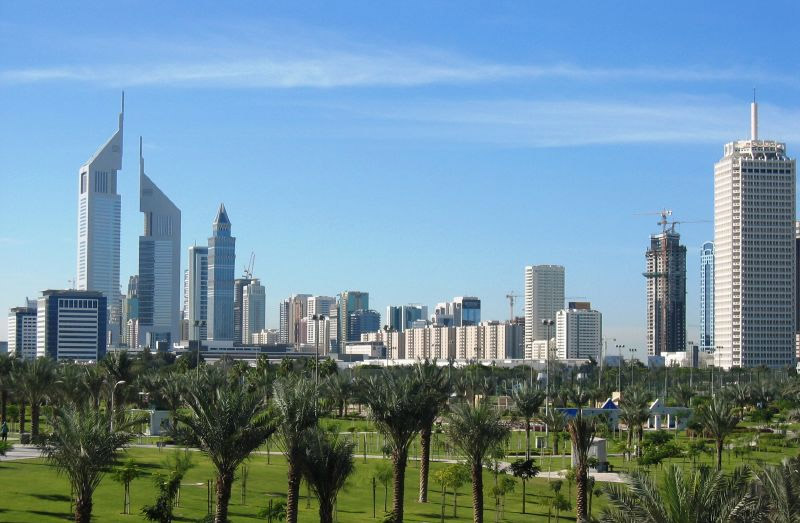
Horizonte de la capital visto desde Zabeel Park

Debido a su estratégica ubicación geográfica, sus políticas fiscales flexibles a la inversión extranjera, su estabilidad económica y los numerosos proyectos de infraestructura, Dubái se ha consolidado como un emirato cosmopolita de negocios. Su PIB ha mantenido un crecimiento anual de alrededor del 3 % desde 2010, aunque entre 1975 y 2008 mantuvo un incremento de entre el 6 y 9 %, similar al auge experimentado por Hong Kong y Singapur. En 2019, su PIB nominal fue de 432.35 mil millones AED —117 710 millones USD— y representa alrededor de una cuarta parte del de todo el país, estimado en ese mismo año en 1.55 billones AED —421 100 millones USD—. Los ingresos de Dubái provenientes del petróleo han disminuido desde los años 2000 hasta representar el 1 % de sus ingresos, pese a tener la segunda reserva de crudo más grande de los EAU.
La industria de la construcción y la inmobiliaria tienen un considerable impacto económico en el emirato y concentran la mayor parte de las inversiones gubernamentales. La crisis económica que atravesó Dubái en 2008 se debió principalmente a la concesión de créditos de financiación para obras de infraestructura y al aumento constante en los precios de los inmuebles, propiciando la formación de una burbuja financiera que al estallar repercutió negativamente en la inversión extranjera directa. Más recientemente, el distrito Dubai Marina ha figurado como uno de los principales ejes inmobiliarios del emirato, mientras que la organización de la Exposición Universal de 2020, a celebrarse en Dubái, ha atraído la inversión nacional y extranjera, en especial del mercado asiático. Sin embargo, ciertos acontecimientos como la guerra comercial entre China y Estados Unidos, el Brexit o las tensiones geopolíticas derivadas de las sanciones estadounidenses contra Irán han provocado que la economía regional decelerase su crecimiento a partir de 2018. Una parte significativa de las inversiones del Gobierno en infraestructura han sido destinadas a hoteles así como a establecimientos comerciales y recreativos. Otro sector importante en la economía es el de la aviación, que contribuye con alrededor del 30 % al PIB. Existe también un grupo de servicios aeronáuticos, establecido por la sociedad Dubai Aerospace Enterprise, que aspira a convertirse en «el más innovador y exitoso de la industria aeronáutica de todo el mundo».
Las zonas de libre comercio, como la Dubai Media City, la Dubai Knowledge Village y la Dubai Maritime City, junto con las políticas fiscales del emirato, encaminadas a fomentar el comercio internacional, también han aportado de manera importante a la estabilidad económica. En tales zonas se aplica el derecho internacional. No existen impuestos aplicables a los ingresos de compañías o empresarios del sector privado ni tampoco es exigible ninguna cuota por el intercambio de productos. Está permitida además la total repatriación de capitales o utilidades. La primera zona libre de los EAU, Jebel Ali, comenzó a operar en 1980. Algunos de los principales países a los que Dubái exporta mercancía son Arabia Saudita, India y Suiza, mientras que India, Irán e Irak son las principales naciones a las que reexporta. Sus principales proveedores son India, China, Estados Unidos y Alemania. Históricamente, Dubái se ha posicionado como uno de los principales mercados de oro y joyería en el mundo; es más, en 2019 Dubai Gold & Commodities Exchange consiguió en el mercado a término 23.06 millones de contratos —un aumento de 800 000 más con respecto al año anterior—.
El mercado financiero de Dubái empezó a operar en marzo del año 2000 como un sistema de negociación de valores y de bonos, tanto locales como extranjeros. Tiene otra sede para la bolsa de valores dubaití con el indicador NASDAQ, lo que le convierte en el mercado más internacional de todos los países en la zona. Lo anterior ha garantizado que las pequeñas y medianas empresas de los EAU tengan la posibilidad de mantener intercambios comerciales, además de representar un fácil acceso para los inversores locales y extranjeros. En 2004 la industria de servicios abarcaba la mayor parte del mercado financiero, aunque casi una década después su lugar ha sido tomado por la construcción y los bienes raíces. Dubái también es reconocido como un centro financiero internacional; en septiembre de 2020, el think tank Z/Yen lo colocó en la decimoséptima posición mundial, en primer lugar si solo se tiene en cuenta a Medio Oriente.

### Empleo
Según información proporcionada por el Centro de Estadísticas de Dubái, la tasa de desempleo en 2019 era del 0.5 %, una de las más bajas del mundo. La población económicamente activa era de poco más de 1.7 millones de habitantes, de los cuales más del 80 % eran hombres, mayoritariamente extranjeros. Un sector significativo de la población estaba empleado en la administración pública, mientras que casi la mitad de la fuerza laboral extranjera trabaja en la industria de la construcción.
En 2018 la tasa de desempleo para los nacionales era del 4.2 %, aunque existe una percepción generalizada de que «los emiratíes no tienen la suficiente experiencia ni hablan inglés [como] para ocupar ciertos empleos». En el emirato, en una encuesta realizada por el Centro de Estadísticas de Dubái en 2017, se llegó a la conclusión de que de los 2.78 millones de empleados, unos 700 000 viven fuera de Dubái. La mayor parte de quienes trabajan en Dubái son extranjeros y todos superan los quince años de edad. Esto último se debe también a la baja tasa de desempleo en los EAU, un aspecto que ha atraído la atención de varios países de América y Europa, cuyas tasas de paro son en su mayoría superiores.
Los extranjeros interesados en trabajar en Dubái deben tramitar una visa exclusiva para cada puesto de trabajo, la cual es promovida por el responsable del reclutamiento de la empresa y queda inutilizable al perder el empleo. A partir de ese momento se cuenta con un plazo de un mes y medio para conseguir un nuevo empleo, o en caso contrario debe salir del emirato. Una de las áreas que ha cobrado mayor relevancia en el sector laboral de Dubái es la de las tecnologías de la información, especialmente aquellas relacionadas con la investigación y análisis, creación de hardware y software, y programación y administración de bases de datos y sistemas de red. A causa de la poca población nacional, el Gobierno convoca series de eventos para alentar a los extranjeros a que trabajen en el emirato, algo que también hacen buena parte de las empresas dubaitíes en los países del exterior en busca de personal cualificado.

### Turismo

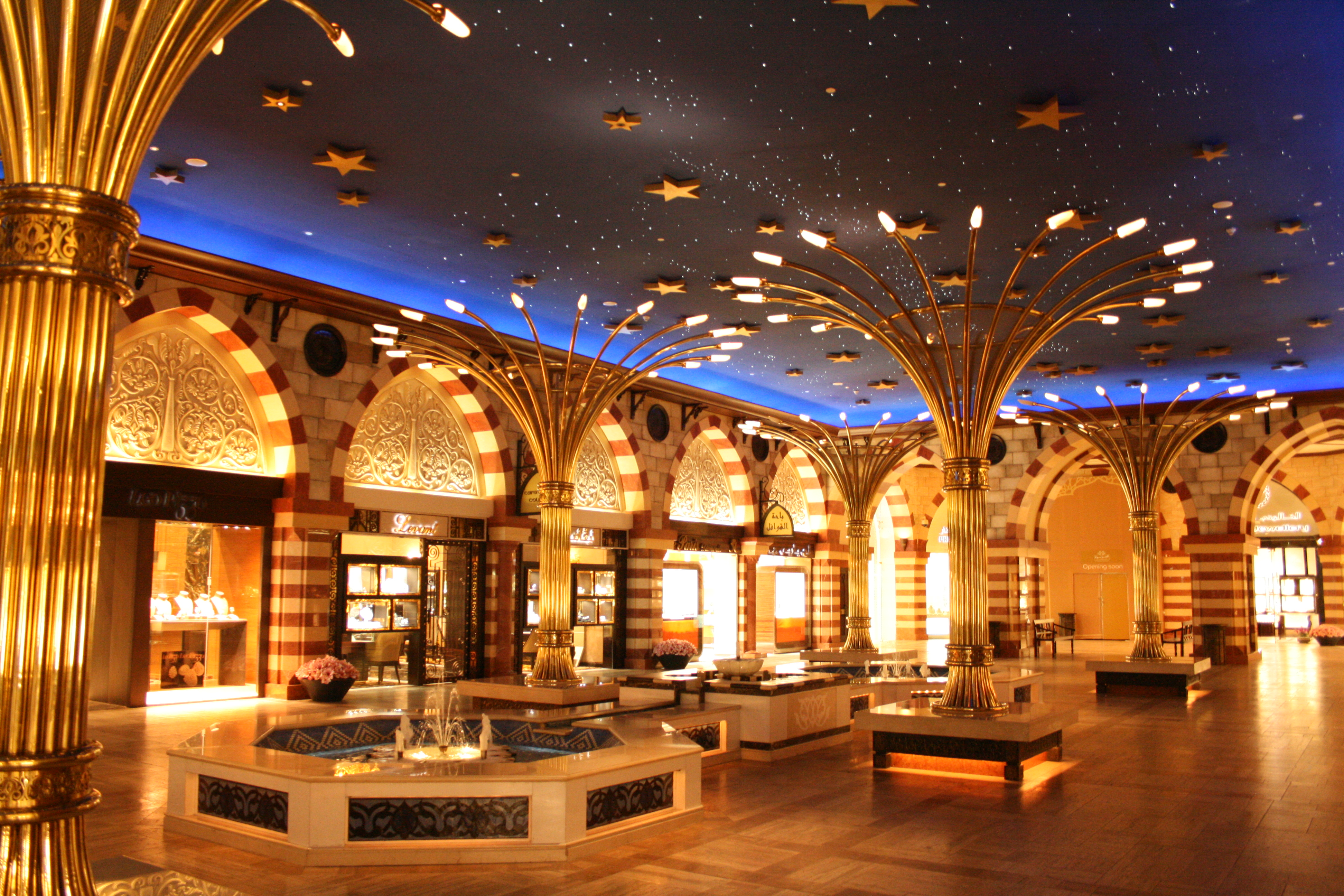
El Zoco del Oro en el Dubai Mall, el centro comercial más grande del mundo

El turismo ha jugado un papel crucial en la diversificación de la economía del emirato, que también se ha visto favorecido por su ubicación geográfica en Medio Oriente como «entrada natural para los mercados turísticos emergentes». Su consolidación como uno de los principales destinos turísticos resultó de «las condiciones políticas, económicas y socioculturales prevalecientes» en los EAU. Desde 1997 la actividad turística es regulada por el Departamento de Mercadotecnia Comercial y Turística del emirato. Los planes estratégicos del emirato, que han garantizado la inversión en varias obras de infraestructura como el hotel Burj Al Arab en 1999 y otros complejos turísticos, han sido imitados desde entonces en los demás emiratos de la federación.
La expectativa del Gobierno en el sector turístico consiste en mantener un incremento del 7 a 8 % anual en el número de turistas a Dubái. En 2012, el emirato rebasó por primera los diez millones de visitantes extranjeros y para 2019 esa cifra se incrementó a 16.7 millones, aunque se espera que con la Expo 2020 atraiga a varios más. La mayor parte provienen de India, Arabia Saudita, Reino Unido, Omán y China.
Una de las principales actividades turísticas en Dubái es el comercio, razón por la cual es considerada como «la capital de las compras de Oriente Medio». Lo anterior se debe también a las diversas zonas libres que existen en el emirato y a las políticas fiscales vigentes que facilitan la adquisición inclusive de productos lujosos a precios accesibles. Destacan por ejemplo los distintos zocos al aire libre; el Dubai Mall, el centro comercial más grande del mundo; y el Dubai Shopping Festival realizado anualmente.
Algunos de los principales destinos turísticos en Dubái incluyen el Burj Khalifa, que cuenta con una plataforma de observación donde puede apreciarse el panorama urbano de la capital; el Museo de Dubái, que alberga una colección de mapas, objetos y documentos históricos que muestran la evolución de la zona a lo largo del tiempo; el área residencial Al Bastakiya, edificada por comerciantes persas de perlas y mercancía textil, y que incluye una galería de arte moderno; el Khawr Dubayy, el entrante de agua que cruza la capital, puede ser recorrido en bote; el Acuario de Dubái que contiene más de cien especies de criaturas marinas y la playa de Jumeirah, que incluye un complejo de hoteles y restaurantes. También cuenta con varios parques temáticos y de diversiones, como el Creekside Park, Zabeel Park, Safa Park, Wild Wadi y Dubai Miracle Garden.

## Energía e industria
Dubái se ha distinguido por ser el «centro de producción energética» en los EAU debido al impacto de su industria energética y las facilidades para adquirir a precios accesibles los combustibles. Es el segundo emirato con mayor producción de petróleo en la federación, aunque los ingresos provenientes de esta industria apenas contribuyen con un 1 % al PIB de Dubái. Existen cinco yacimientos petrolíferos —Fateh, Southwest Fateh, Falah, Rashid y Margham— con una reserva limitada de cuatro mil millones de barriles, razón por la cual el emirato importa la mayoría del petróleo requerido para satisfacer sus necesidades energéticas. Una parte significativa del petróleo es procesada en la región costera de Margham y en Jebel Ali, donde el Gobierno estableció en 1999 una refinería que produce nafta, combustible para aviones, gasóleo, fueloil y gas licuado del petróleo. Existen tres terminales en Jebel Ali, Port Rashid y Fateh que se encargan de exportar los hidrocarburos. A su vez, el organismo encargado de regular la producción, refinamiento y distribución del petróleo en Dubái es la Compañía Nacional del Petróleo de los Emiratos, que también posee inversiones en productoras de petróleo de otros países como Turkmenistán, Túnez, Irak, Egipto y Libia.
Se estima que las reservas de gas natural del emirato ascienden a 125 000 millones de m³, siendo procesada la mayor parte en Margham. En 1975 el Gobierno de Dubái estableció la Compañía de Gas Natural de Dubái para el procesamiento del citado hidrocarburo. En 1980 tenía una capacidad de producción de 20 000 barriles por día de propano y butano primordialmente, y 2.1 millones de m³ diarios de metano. El gas seco es canalizado a la Compañía del Aluminio de Dubái —establecida en 1979— para el funcionamiento de su planta de desalinización y energía eléctrica, y los líquidos del gas son embotellados y mayormente exportados a Japón. Como parte del acuerdo Dolphin Gas Project en 2007, firmado con el emirato de Abu Dabi y los países de Catar y Omán por un período de veinticinco años, se espera un abastecimiento de gas natural de al menos 400 millones de ft3 diarios adicionales. No obstante, las autoridades han confirmado la necesidad de establecer nuevos acuerdos para importar gas desde otros países como Irán para satisfacer la demanda energética cada vez más elevada de Dubái.
La Autoridad de Electricidad y Agua de Dubái es la organización pública que se encarga de la administración de la energía en el emirato. Entre el 10 y 15 % de la producción total de gas natural se destina a la generación de electricidad en el emirato tanto para uso doméstico, como para uso industrial. Algunas estrategias para satisfacer la demanda energética se encuentran plasmadas en el Plan Estratégico Nacional de 2015, que incluye la regulación de tarifas para controlar el consumo, entre otras medidas.
En años más recientes ha tenido auge la industria textil en Dubái, cuyo mercado se extiende desde la Comunidad de Estados Independientes hasta África e India. Con tal de favorecer la actividad comercial de materiales textiles, el Gobierno estableció la zona libre Dubai Textile City. De manera similar han surgido innovadoras propuestas para el aprovechamiento de las energías renovables en el emirato; en marzo de 2013 se construyó un parque solar con un costo de 12 000 millones AED que, mediante la utilización de tecnología fotovoltaica, es capaz de producir 10 MW anuales de energía eléctrica desde 2014. Se espera que su construcción finalice en 2030, año en el que su producción habría de ser escalada hasta los 5000 MW por año. La expectativa gubernamental es emplear gradualmente este tipo de tecnología renovable en la generación de electricidad para el emirato, hasta cubrir el 75 % de la demanda total en 2050.

## Transporte

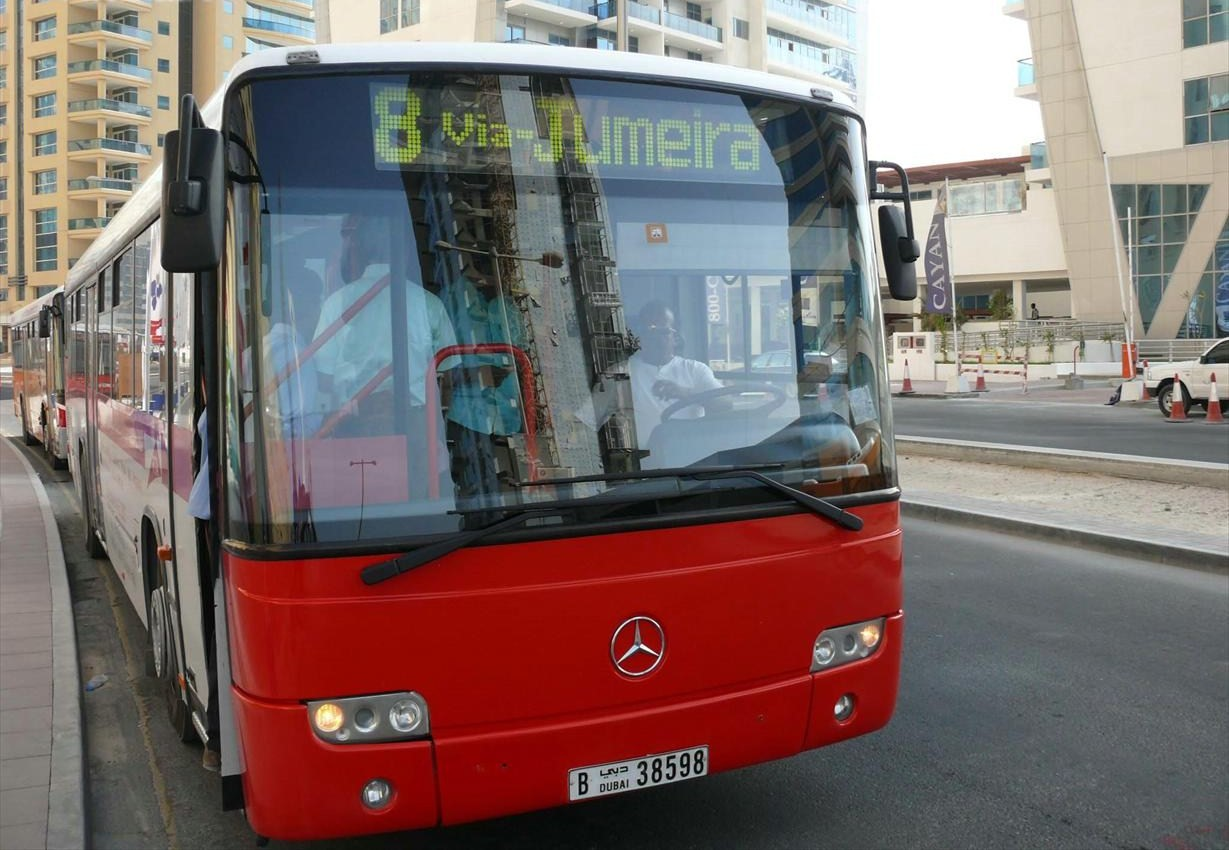
Un autobús en Dubai Marina

La Autoridad de Carreteras y Transportes de Dubái es el organismo encargado del transporte en Dubái. Sus políticas y lineamientos están encaminados a la optimización de la infraestructura y los servicios de transporte, así como al desarrollo de sistemas sustentables. Otra de sus principales prioridades consiste en la manutención de carreteras seguras para los habitantes del emirato.

### Terrestre
La congestión vehicular es una de las principales problemáticas de Dubái: de acuerdo con estadísticas del emirato, se estima que para 2020 habrá dos millones de automóviles. El plan de acción de la RTA, que ahonda en la importancia de una adecuada planificación urbana, comprende acciones que van desde la inversión en distintos proyectos carreteros, el fomento del transporte público y la mejora del servicio, hasta la fijación de licencias de conducción a expedir, y el aumento de la tasa de impuestos de carretera y cuotas para el registro de automóviles nuevos. El Gobierno reconoce cada año con el premio Dubai Award for Sustainable Transport aquellas iniciativas de mejora del transporte promovidas por organizaciones públicas y privadas dentro del emirato. Se cuenta también con una línea telefónica que ofrece información sobre el transporte público y sirve al mismo tiempo para dar aviso a las autoridades sobre cualquier problema relacionado con el transporte.
Carreteras, puentes y túneles
Dubái cuenta con seis carreteras que sirven de conexión con otros emiratos, las cuales pueden ser identificadas con la letra inicial «E» acompañada de dos o tres dígitos dentro de una silueta de un halcón azul. Las carreteras que conectan a Dubái con otros emiratos son la E 11 —carretera Sheikh Zayed—, la E 311 —carretera de los Emiratos—, la E 44 —autopista Dubái-Hatta—, la E 66 —carretera Oud Metha—, la E 77 —carretera Dubái-Al Habab— y la E 611. Hay otras vías que únicamente conectan a ciertas localidades de la ciudad capital, y que vienen representadas por una letra inicial «D» más dos o tres dígitos dentro de una silueta de un fuerte color verde. Entre estas últimas están la D 89 —carretera Al Maktum-aeropuerto—, la D 85 —carretera de Baniyas—, la D 75 —carretera de Sheikh Rashid—, la D 73 —carretera de Al Dhiyafa, ahora llamada calle del 2 de diciembre—, la D 94 —carretera Jumeirah— y la D 92 —carretera Al Khaleej-Al Wasl—. La capital fue una de las primeras ciudades de la península arábiga en implementar casetas de peaje en sus principales carreteras, en 2007.
El puente Al Maktoum es el más antiguo del emirato; fue inaugurado en 1963 para cruzar el Khawr Dubayy y desde entonces ha pasado por varias fases de remodelación para adaptarse al desarrollo urbano de Dubái. Otros puentes son el Al Garhoud, el puente flotante y el Business Bay Crossing, por mencionar algunos. En la categoría de túneles sobresale el túnel Al Shindagha, abierto en 1975 y que atraviesa el Khawr Dubayy por vía subterránea, sirviendo de conexión de las localidades de Deira y Al Shindagha.
Existen 164 líneas de autobuses en el emirato, cuyos servicios atendieron a 157 millones de personas en 2019. En el año 2006, la RTA aprobó la sustitución de las paradas de autobús por unas nuevas con sistema de aire acondicionado incorporado debido a las altas temperaturas que prevalecen durante los períodos veraniegos. Por otro lado, la compañía Dubai Taxi Corporation opera los servicios de taxi y goza de financiamiento tanto gubernamental como de empresas privadas de transportes. Hay más de 5000 taxis que operan a lo largo del emirato, cuyo servicio está disponible todos los días y en todas las franjas horarias, incluyendo días festivos. En el año 2019 se registraron más de 179 millones de pasajeros en taxi en Dubái.
Metro, monorriel de Palma Jumeirah y tranvía de Al Sufouh

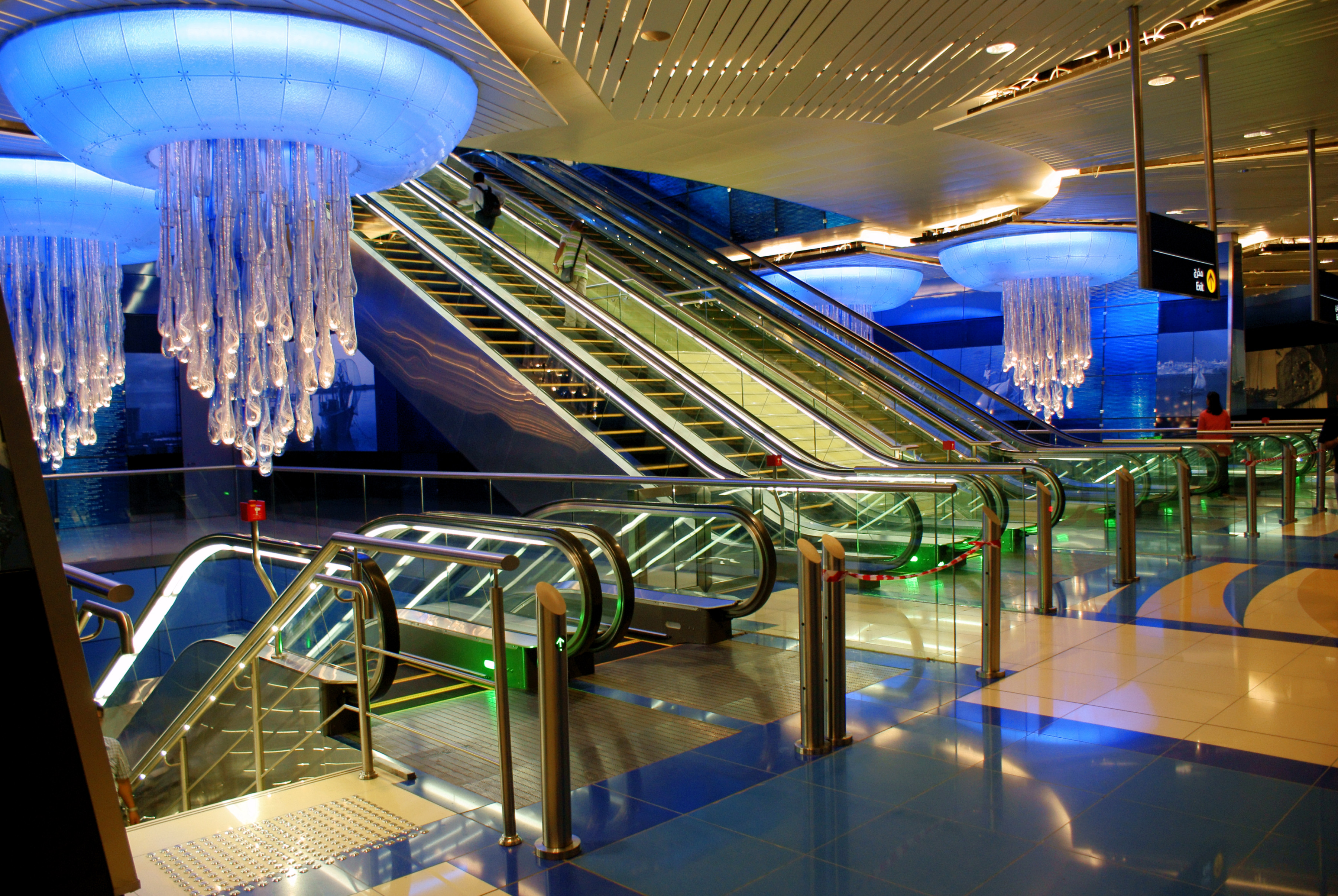
Interior de una estación del metro

Desde su inauguración en 2009, el metro de Dubái es «uno de los sistemas de transporte público más avanzados» de Medio Oriente, así como uno de los metros automatizados más extensos del mundo. Están concebidas cuatro líneas, cada una nombrada con un color distinto, de las cuales solo dos han sido inauguradas: la roja —con una longitud de 52 km y que constituyó la primera fase de la red automatizada— y la verde —inaugurada en 2010 y con una extensión de 20 km—. Las otras líneas, cuya construcción todavía está pendiente, son la púrpura y la azul. Se prevé que cuando el proyecto esté completo, constituya la red de metro más grande de la península arábiga.
El monorriel de Palma Jumeirah es un sistema de transporte que sirve para conectar la isla homónima con tierra firme. Fue inaugurado en abril de 2009, y se convirtió en el primero de su tipo en el Medio Oriente. Posee poco menos de 6 km de largo y cuenta con cinco estaciones, de las cuales solo tres han sido abiertas.
En 2014 se inauguró la primera fase de construcción del tranvía de Al Sufouh, que consta de 10.6 entre Marina y el hotel Burj Al Arab. Cuenta con dos enlaces a la línea roja del metro, a los que se sumarán otros dos, así como otra conexión con el monorriel.

### Aéreo

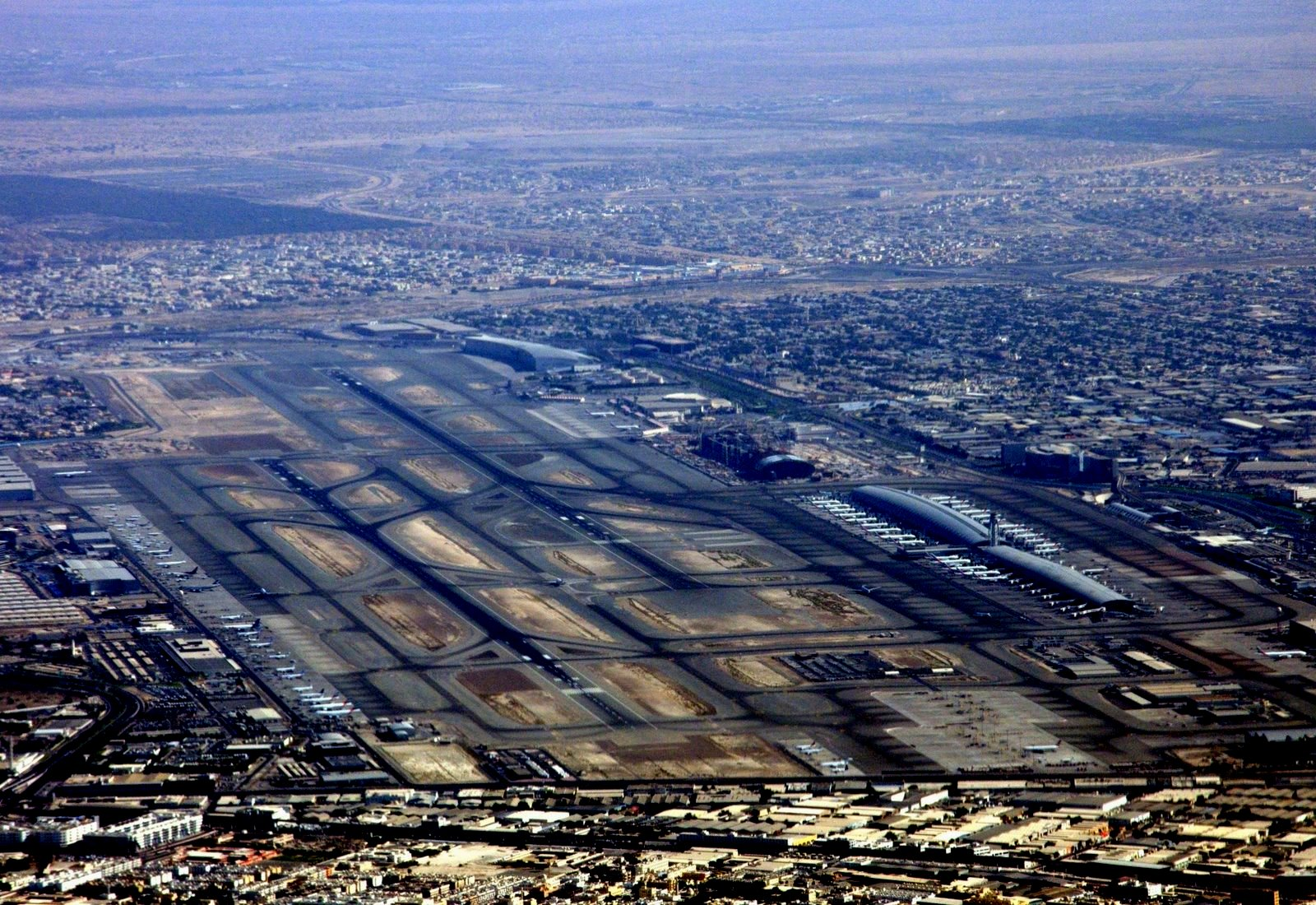
Aeropuerto Internacional de Dubái, uno de los más transitados del planeta

El Aeropuerto Internacional de Dubái (IATA: DXB, OACI: OMDB) es uno de los que posee mayor tráfico de pasajeros del mundo, ya que en 2019 recibió a más de 86 millones. También destaca por ser el primero en tráfico internacional, con casi la totalidad de los pasajeros, y el séptimo en toneladas de carga, con más de 2.5 millones. Realiza vuelos a 270 destinos en los seis continentes, principalmente a India, Reino Unido, Arabia Saudita y Pakistán, y su principal aerolínea es Emirates.
El desarrollo del Aeropuerto Internacional Al Maktoum (IATA: DWC, OACI: OMDW) fue anunciado en el año 2004. La primera fase del proyecto es la mejora de la pista para el Airbus A380, y la construcción de 64 estacionamientos remotos, una terminal de carga capacitada para tratar 25 000 toneladas anuales y una terminal de pasajeros para mover a cinco millones de personas cada año. Esta última ya ha sido inaugurada. Cuando el aeropuerto esté terminado completamente, será el más grande del planeta, con cuatro terminales y capacidad para 160 millones de pasajeros y doce millones de toneladas de carga anualmente. En octubre de 2015 recibió su primer vuelo procedente de Hungría y en 2019 rebasó los 1.5 millones de pasajeros.

### Marítimo

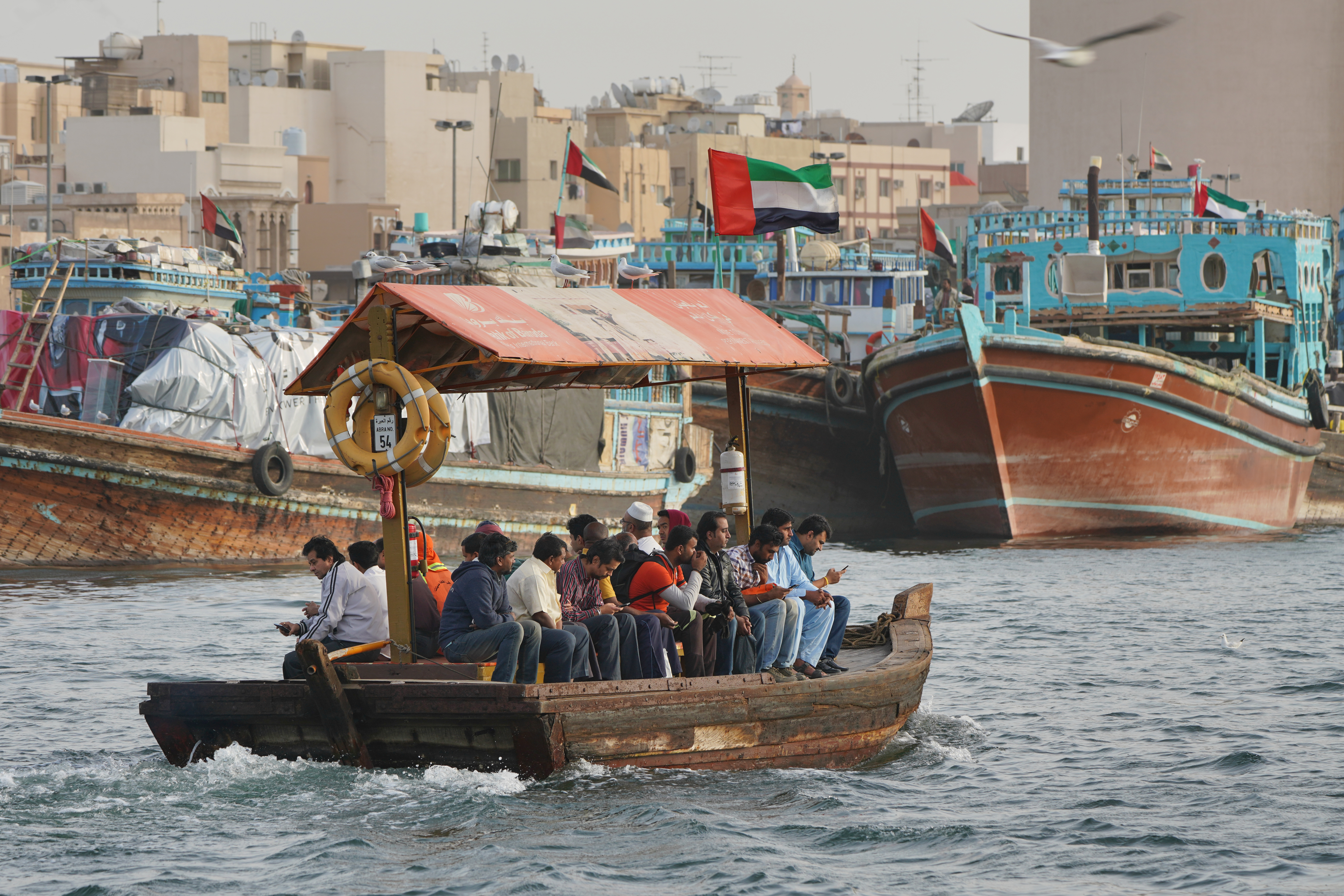
Los abras son un sistema tradicional de transporte entre Deira y Bur Dubái

Existen dos puertos comerciales importantes en Dubái: el Jebel Ali y el Rashid. El primero es el más grande jamás construido por el hombre y uno de los más importantes por tráfico de mercancías en el mundo. Uno de los métodos tradicionales para cruzar desde Bur Dubai a Deira es mediante abras, pequeñas barcas de pasajeros que atraviesan el Khawr Dubayy, y para las cuales existen paradas en Bastakiya y en la carretera de Baniyas. También se ofrece como alternativa el Sistema Dubaití de Autobuses Marinos, que realiza traslados a través del mismo Khawr Dubayy e incluye servicio de taxis.
Con la apertura de la zona libre Dubai Maritime City se espera la incorporación de nuevas obras de infraestructura, servicios y regulaciones para el transporte y comercio marítimo en Dubái, «creando un ambiente único que promoverá la conexión e integración de las compañías marítimas de arrendamiento en un solo destino».

## Medios de comunicación
Dubái cuenta con una amplia red de telecomunicaciones que abarcan servicios de radio, televisión, prensa e Internet. Es la sede de la Red Árabe de Radio, que emite desde ocho estaciones y cuenta con varias cadenas radiofónicas de transmisión FM, entre ellas Radio 1 y Radio 2, Dubai92, Al Khaleejia y Hit, las cuales proporcionan información en inglés, árabe y otras lenguas del sur de Asia. La emisora más popular en inglés de los EAU es Channel 4 FM, la primera estación de radio comercial y privada del país. Adicionalmente, existen varios canales locales de televisión transmitidos vía satélite o a través de la Red Árabe de Radio y los sistemas de Dubai Media Incorporated —la empresa de telecomunicaciones del Gobierno—, como Dubai One y Dubai TV. Algunos canales internacionales están disponibles en el sistema de televisión por cable. En cuanto a los medios impresos, los periódicos de mayor circulación en idioma árabe son Al Khaleej y Al Ittihad, mientras que Gulf News y 7DAYS son los principales diarios impresos en inglés. El Internet fue introducido en el emirato en 1995, y en 2010 su ancho de banda era de 7.5 Gbit/s, con capacidad de 49 enlaces STM1. Además, alberga dos de los cuatro centros de datos del país, el DXBNIC1 y DXBNIC2.

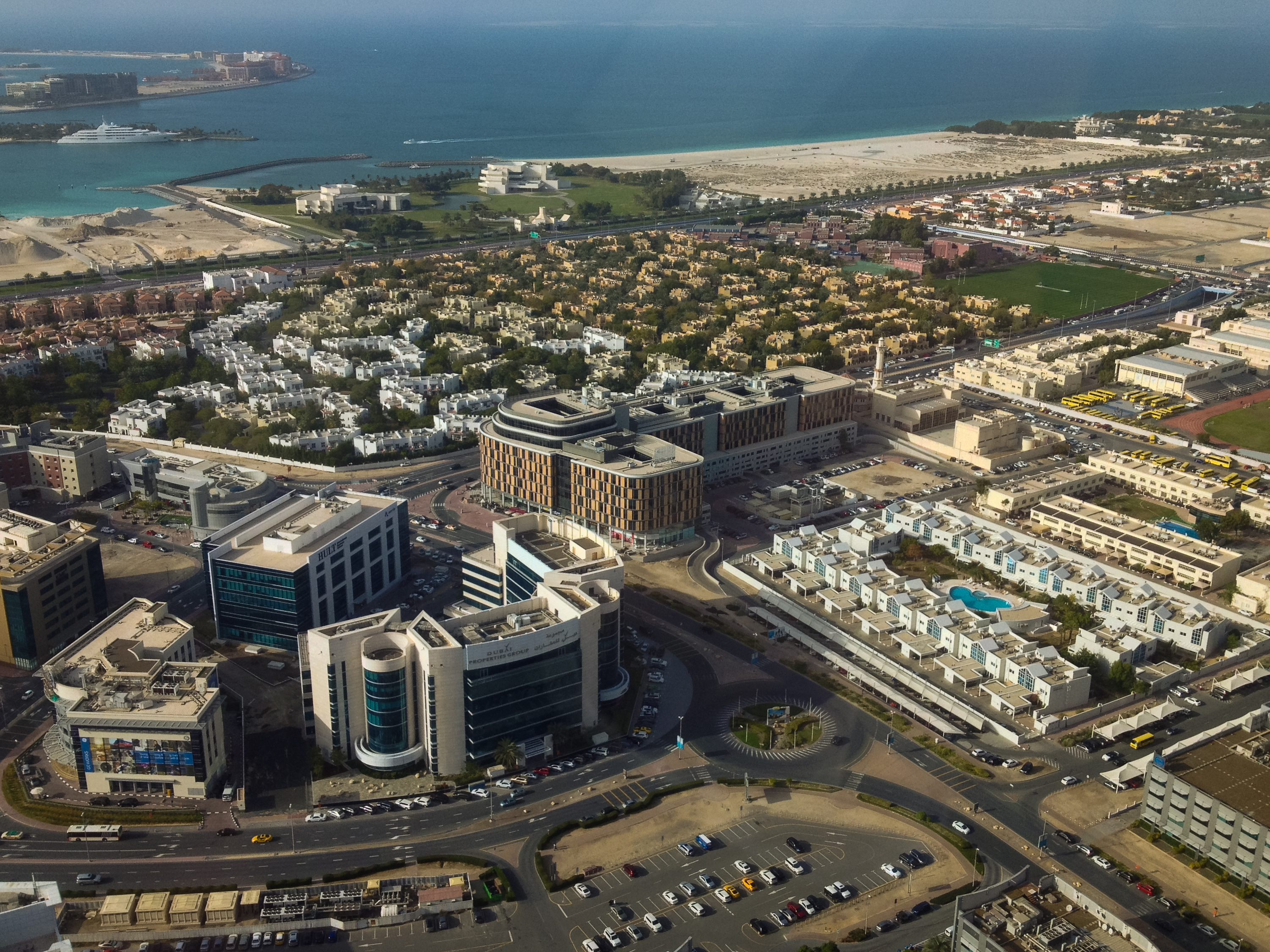
Dubai Media City

El Gobierno ha establecido zonas libres y parques científicos destinados a proveedores nacionales e internacionales de servicios de telecomunicación: Dubai Internet City, fundada en 1999 y conformada por más de 1400 empresas de software, hardware e Internet, entre ellas Google; Dubai Media City, establecida en 2001 y conformada por más de 2000 compañías; y la International Media Production Zone.
Si bien la constitución respalda la libertad de expresión, la censura es recurrente en los EAU en su esfuerzo por restringir contenidos que «violen las sensibilidades culturales y políticas» de la federación. La homosexualidad, el uso de drogas y la teoría de la evolución son ejemplos de algunos de los temas censurados por el Gobierno. Para regular el contenido disponible en Internet, existe un servidor proxy que el Gobierno utiliza para bloquear la pornografía o sitios web religiosos como los que están relacionados con el bahaísmo, entre otros. Se estima que hasta 2018 más del 98 % de la población de Dubái utilizaba Internet. En 2002 fue promulgada la Ley de Transacciones y Comercio que regula las firmas digitales y registros electrónicos, y prohíbe la divulgación de información obtenida a través de los servicios de comunicaciones. Si bien el Código Penal restringe el acceso digital a la pornografía, no contiene normativa alguna sobre los delitos cibernéticos o la protección de datos personales.

## Demografía
| Año  | Población (est.) |
| 1953 | 50 000           |
| 1968 | 59 000           |
| 1975 | 183 187          |
| 1980 | 276 301          |
| 1985 | 370 788          |
| 1993 | 610 926          |
| 1995 | 689 420          |
| 2000 | 862 387          |
| 2005 | 1 321 453        |
| 2021 | 3 478 300        |

De acuerdo con estimaciones del Centro de Estadísticas de Dubái, en 2021 la población del emirato era de 3 478 300 habitantes, 2 400 100 hombres y 1 078 200 mujeres, con una edad promedio de 30 años. Con esto, su densidad de población asciende a 845.48 hab/km², siete veces más que la cifra nacional. Un año antes, la tasa de natalidad fue de 9.4 nacimientos por cada 1000 habitantes y la mortalidad de 0.84 fallecimientos por cada 1000 habitantes.

### Grupos étnicos e idiomas
La mayor parte de la población residente en el emirato es de origen asiático —los nacionales son una minoría de alrededor del 20 % del total—, principalmente de Bangladés, la India y Pakistán, si bien también existen pequeñas colonias de somalíes; por ejemplo, hay 100 000 británicos en la capital, lo que los convierte en el grupo más grande proveniente de una nación occidental. Por otro lado, un cuarto de los emiratíes son de ascendencia iraní. Aunque no se pudo identificar la nacionalidad del 16 % de la población restante que vive en complejos habitacionales para trabajadores, se considera que provienen del continente asiático.
El árabe es el idioma nacional y oficial en los Emiratos Árabes Unidos, y el árabe del Golfo es el dialecto hablado por los nativos emiratíes. Comúnmente, el inglés se utiliza como segunda lengua. Como resultado de la inmigración, otros idiomas ampliamente hablados en Dubái son el urdu, hindi, persa, bengalí, punyabí, pastún, malayo, tamil, télugu, baluchi, tagalo y chino, entre otros.

### Religión
El artículo 7° de la Constitución Provisional de los EAU declara el islam como la religión de Estado oficial, siendo el islam suní la doctrina más practicada por la población. El Gobierno subsidia cerca del 95 % de las mezquitas y mantiene a todos los imanes, aunque las más grandes a menudo reciben importantes donaciones de particulares.
En la ciudad de Dubái hay grupos pertenecientes a otras religiones, principalmente seguidores del cristianismo, hinduismo, sijismo, bahaismo y budismo. Los grupos no musulmanes tienen derecho a un lugar propio para orar, donde pueden practicar su religión libremente tras solicitar la concesión de terreno y un permiso para construir un recinto. Aquellos que no cuentan con un edificio propio deben usar las instalaciones de otras organizaciones religiosas o practicar su culto en casa. Los grupos no musulmanes tienen derecho a anunciar las funciones de su religión; sin embargo, está estrictamente prohibido el proselitismo y la distribución de literatura religiosa, bajo la pena de enjuiciamiento criminal, encarcelamiento y deportación por conductas ofensivas al islam.

### Educación
El sistema educativo de Dubái no difiere significativamente del existente en el resto de los EAU. En 2019 había 71 escuelas públicas administradas por el Ministerio de Educación y 206 privadas, que sirven tanto a nativos como a extranjeros. La mayoría de los colegios públicos utilizan el árabe como idioma principal, con énfasis en el inglés como segunda lengua. Por el contrario, muchas escuelas privadas utilizan el inglés como idioma principal, e incluso existen instituciones educativas enfocadas hacia ciertos grupos de inmigrantes. Por ejemplo, la Nueva Escuela Modelo India, la Escuela Privada Delhi y la Secundaria India ofrecen un plan de estudios aprobado por el Departamento de Educación de la India. Del mismo modo, existen escuelas que adaptaron los sistemas educativos de Pakistán, Reino Unido y Estados Unidos, y que se encuentran avaladas por las autoridades educativas de dichos países. La mayoría de los estudiantes inscritos en escuelas privadas provenía de Reino Unido —más de 65 000 alumnos—, seguido de India —más de 61 000— y Estados Unidos —más de 44 000—, mientras que en el Ministerio de Educación participan al menos 16 000 estudiantes y en la Organización del Bachillerato Internacional alrededor de los 5100. Hay unos 15 000 alumnos que no pertenecen a ninguna de las anteriores categorías.
De acuerdo con las estadísticas oficiales, la tasa de alfabetización es de alrededor del 95 %. Aunque el Ministerio de Educación cumple sus funciones en todo el país, en junio de 2005 se fundó el Consejo de Educación de Dubái para ayudar al desarrollo del sector educativo dentro del emirato. Un año después se estableció la Autoridad de Conocimiento y Desarrollo Humano para ayudar al desarrollo escolar y el sector de recursos humanos en Dubái, así como la regulación y certificación de las instituciones educativas.
La educación superior es responsabilidad del Ministerio de Educación Superior e Investigación Científica, que administra solo dos instituciones en el emirato: la Universidad Zayed y el Colegio Superior de Tecnología. Aproximadamente el 10 % de la población cuenta con un título universitario o de posgrado. Esto se debe a que muchos extranjeros prefieren mandar a sus hijos de vuelta a su país de origen, a universidades de países occidentales o a la India para los estudios tecnológicos. Para contrarrestarlo, en los últimos años se han establecido múltiples universidades y colegios enfocados en la educación de los extranjeros. Entre estos se encuentra la Escuela de Comercio de Mánchester, la Universidad de Míchigan en Dubái, y la Universidad de Middlesex en Dubái.

### Salud
El sistema de salud es administrado por la Autoridad de Salud de Dubái en conjunto con el Ministerio de Salud de los Emiratos Árabes Unidos. En el emirato existen varias clínicas de atención primaria de salud donde se brinda atención médica a toda la población, pero este servicio solo es gratuito para los ciudadanos de Dubái. Los tres centros médicos más importantes se ubican en la capital, y son el Hospital de Dubái, el Hospital Rashid y el Hospital Latifa, que ofrecen atención médica especializada. Como en el resto del país, los principales problemas de salud entre la población son las enfermedades cardiovasculares, el tabaquismo, la osteoporosis, la hipertensión arterial, la diabetes mellitus, la obesidad, el sida y el cáncer. De hecho, las enfermedades cardiovasculares son responsables de más del 28 % de las muertes en Dubái.
Gracias a la amplia construcción de hospitales, clínicas y escuelas de medicina, Dubái se ha convertido en el destino más visitado del turismo médico a nivel regional. Según las estadísticas de 2020, cuenta con un personal médico de 3.06 médicos por cada mil habitantes. Existe una zona libre, Dubai Healthcare City, cuyo objetivo es acrecentar este tipo de turismo en el emirato.

## Cultura

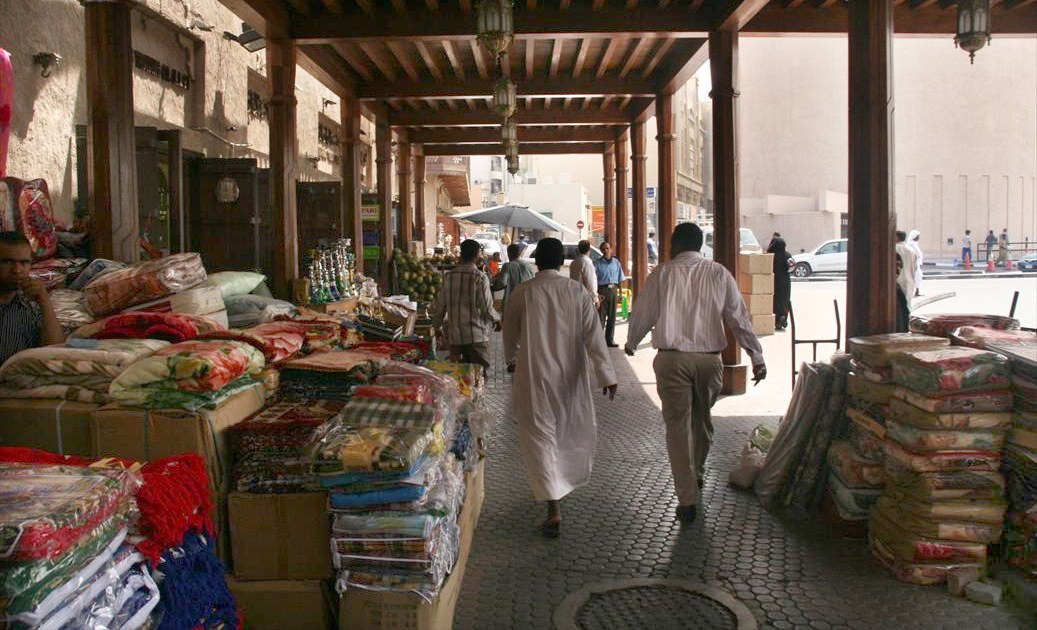
Zoco o mercadillo en Deira

Dubái es catalogada como una sociedad cosmopólita debido al desarrollo cultural que ha experimentado con el transcurso del tiempo. Esto queda reflejado en su arquitectura, música, indumentaria, cocina y estilo de vida en general. No obstante, su identidad islámica y beduina predominante, en donde la religión tiene una especial relevancia para sus habitantes, le confiere también un carácter tradicionalista y conservador.

### Festividades y eventos de entretenimiento
Las principales festividades incluyen el Eid al-Fitr, una celebración islámica que marca el fin del Ramadán; el Año nuevo musulmán y el Día nacional (2 de diciembre), en el que sus habitantes conmemoran la formación de los EAU.

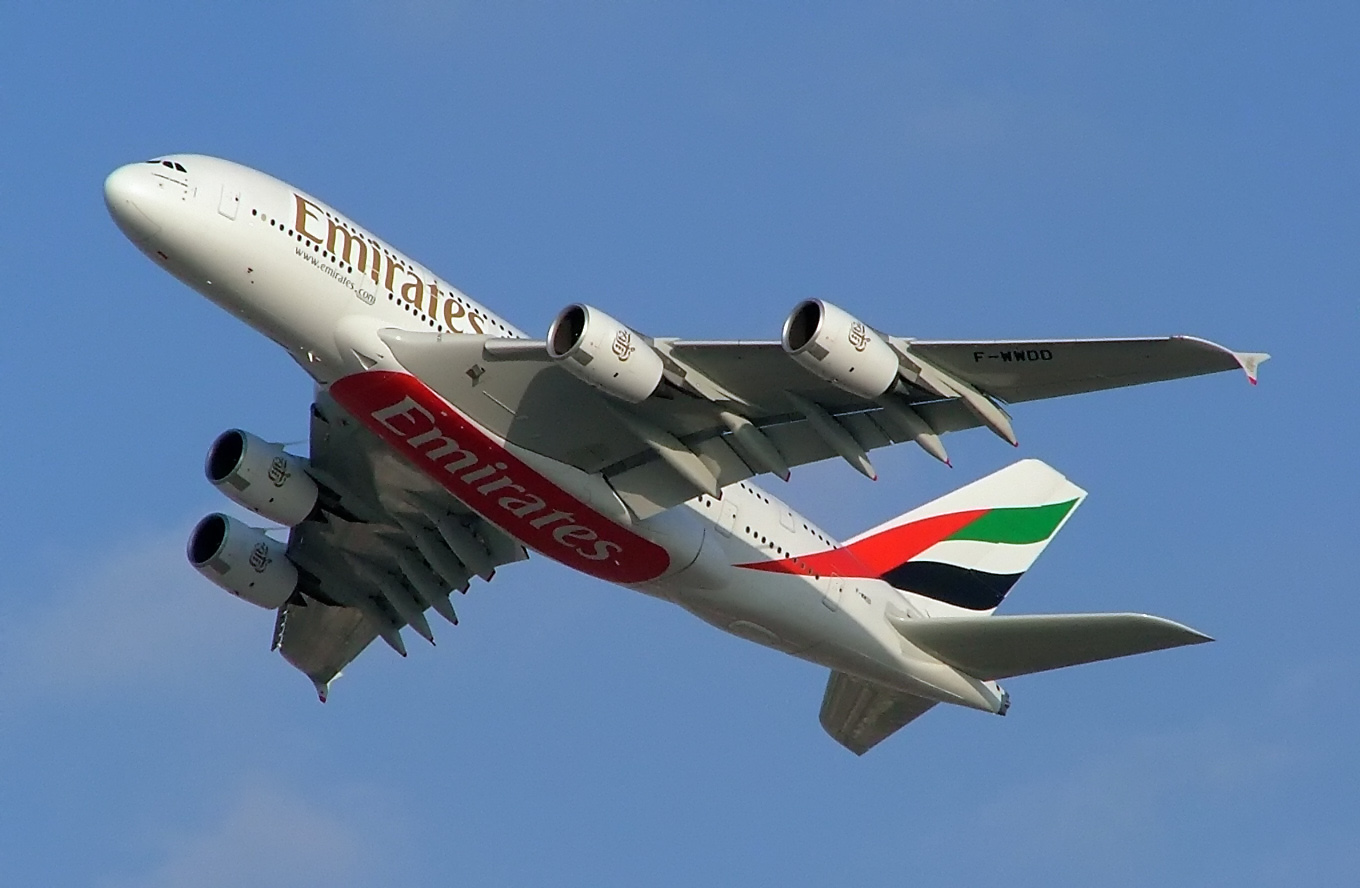
Un Airbus A380 de Emirates exponiéndose en el Dubai Air Show de 2005

A lo largo del año se llevan a cabo diversos eventos sociales que comprenden actividades culturales y de entretenimiento como el Dubai Shopping Festival, celebrado en enero y destinado al comercio minorista; y el Dubai Summer Surprises, que ofrece presentaciones y conciertos de celebridades, talleres y cursos interactivos, y es realizado generalmente entre junio y agosto. Estos dos eventos atraen cada año a más de cuatro millones de visitantes y generan ganancias de hasta 2700 millones USD.
Otros eventos notables incluyen la Copa Mundial de Dubái, una carrera de caballos purasangre llevada a cabo en marzo; la «Muestra internacional de botes del Medio Oriente» en abril, donde participan representantes de varios países en una exhibición de yates, botes y tecnología acuática; la «Exhibición Internacional de Tecnología del Golfo», en septiembre, que expone tecnologías de la información y la comunicación; la Emirates Cup, una carrera de dhows en la costa de Jumeirah organizada en octubre; el UAE Dessert Challenge, competición de cinco días de automóviles modificados en el desierto, durante el mes de noviembre; las tradicionales carreras de camellos que se prolongan por cinco meses y se llevan a cabo en la localidad de Nad Al Sheba; el Festival Internacional de Cine de Dubái, donde se exhiben filmes destacados del cine árabe y de otros países, en diciembre; y finalmente el Dubai Air Show, una muestra de aviones y tecnología de la aviación que atrae a más de 25 000 visitantes en diciembre. En 2012, la Asociación Internacional de Festivales y Eventos eligió a Dubái como la ciudad de los eventos y festivales mundiales de dicha organización en la categoría de ciudades con poblaciones mayores a un millón de habitantes.

### Etiqueta
Si bien el código de etiqueta está estrictamente regido por el islam, el uso de vestimenta musulmana no es obligatoria. Al igual que en los demás emiratos de la federación, los hombres suelen usar una kandura, túnica blanca que se extiende hasta las rodillas y que está confeccionada de lana o algodón; las mujeres visten una abaya, túnica negra que les cubre la mayor parte del cuerpo y que representa un «símbolo de modestia». Deben usarla en la vía pública, pudiendo removerla cuando ingresan a un edificio o local. Cabe mencionarse que el uso de prendas tradicionales es aconsejable mayormente durante la celebración del Ramadán. Existen varios puntos de venta en Dubái donde ofrecen tanto la vestimenta tradicional, así como otro tipo de ropa que incluye minifaldas y escotes. Aunque los turistas pueden utilizar prendas cortas, existe una recomendación para que cubran sus rodillas y hombros en lugares públicos, incluidas las playas.
A lo largo del emirato hay minaretes de mezquitas a los cuales acuden los musulmanes a rezar cinco veces al día, y que pueden ser visitados también por los extranjeros. En el Ramadán está prohibido que sus habitantes ingieran alimentos o bebidas en las vías públicas durante el día, aunque en el caso de los turistas hay cierta tolerancia, siempre y cuando lo hagan en algunos locales previamente designados por el Gobierno. En el caso de la convivencia cotidiana, existen varias normas que deben seguirse tanto por locales como por visitantes. Algunas de las más notables incluyen la de quitarse los zapatos al ingresar a un majlis —esto es, todo lugar islámico diseñado para aglomerar personas—; comer y beber antes de hablar de cuestiones de negocios al estar acompañado por alguien más; ponerse de pie cuando ingresa algún nuevo visitante, una persona de mayor jerarquía social o una mujer —esto último en el caso de los hombres—; no ofrecerle alcohol o productos hechos con puerco a ningún musulmán; y procurar no abrazarse o besarse con otra persona en las vías públicas. Por otro lado, hay actividades que sí están prohibidas por ley y como tal son sancionadas con rigor, como es el caso de la posesión de drogas, la cohabitación, la práctica del sexo, los hijos fuera del matrimonio, el adulterio y la homosexualidad.

### Música, danza y teatro

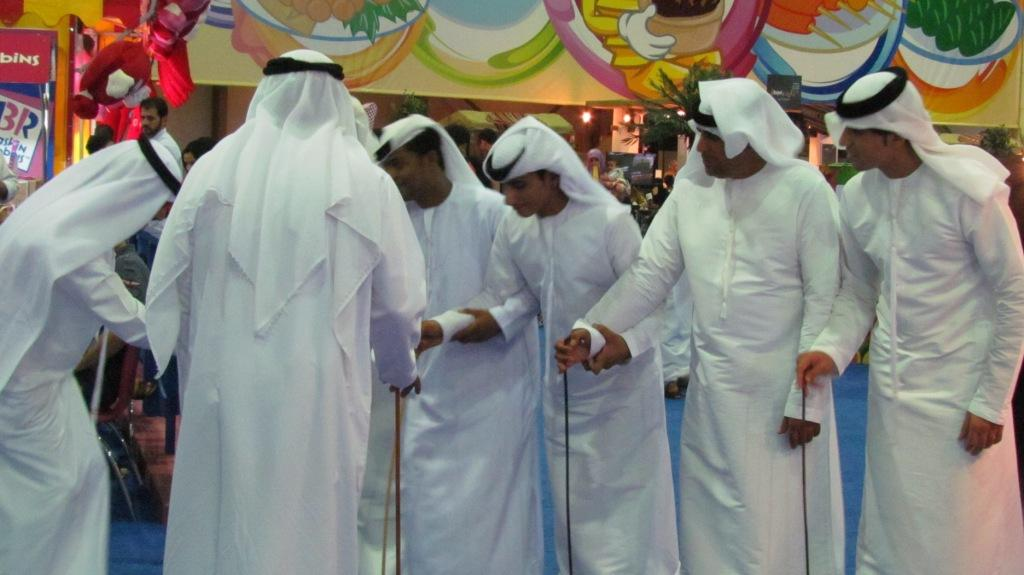
La ayyalah es uno de los bailes tradicionales de Dubái

La música y danza poseen influencias de diferentes culturas africanas con las que Dubái ha mantenido un estrecho contacto comercial a lo largo de la historia. Existe una variedad de instrumentos musicales fabricados por lo general con partes de animales. Predominan los de percusión como la tamboura, que tiene forma de arpa y cuenta con cinco cuerdas hechas con intestinos de caballo, la cual es tocada encima de una base de madera con un mástil que también tiene forma de arco; el manior, un cinturón fabricado con algodón y pezuñas de cabras; y varios tambores de diversas formas que producen distintos sonidos. Entre las danzas más conocidas están la liwa, interpretada en lengua suajili e incluye sonidos de tambores; y la ayyalah, en la que participan varios hombres de pie, con los brazos extendidos, y con bastones o espadas en las manos.
Los géneros musicales más populares en Dubái son el pop, el rock, el jazz, el heavy metal, el hip hop y el punk. Entre los artistas y bandas musicales más conocidos están las agrupaciones Nervecell y Nikotin, de metal y rock respectivamente; la banda de funk Abri; y los intérpretes Mohammed al-Mazem, Fayed al-Saeed y Ahlam. Suelen organizarse varios festivales musicales en el año, como el Dubai Sound City, el Dubai Desert Rock y el Atelier Live Musical Festival Dubai. Adicionalmente algunos institutos privados ofrecen cursos y talleres de música y danza, como el Cello Music & Ballet Centre, Solid Rock Music and Dance y el Trinity Music Institute Dubai, entre otros. Hasta 2014 había más de veinte centros de danza en el emirato.
Respecto a las artes escénicas, el Dubai Community Theatre and Art Centre ha servido como escenario para la exhibición de obras de teatro y recitales de ballet, además de contar con espacios para cursos de arte, teatro y fotografía, entre otras variantes artísticas. Igualmente la Ópera de Dubái, inaugurada en 2016, constituye un recinto para la difusión de eventos artísticos y musicales. En años más recientes ha habido un auge en la aparición de academias de performance.

### Literatura
Suelen llevarse a cabo muestras literarias que reúnen a escritores de varios países para la difusión y promoción de sus publicaciones. La primera edición del Festival Internacional de Literatura de Dubái se realizó en 2009 y contó con la participación de autores de 26 países; dos años después se organizó un festival sobre la vida y obras del poeta persa Ferdousí. Uno de los escritores más conocidos de Dubái es Mohammad Al Murr, responsable de varias colecciones de cuentos que han sido traducidas al inglés. Cabe señalarse que algunos temas censurados en la literatura del emirato incluyen la homosexualidad, el uso de drogas y la evolución biológica.
La poesía es uno de los géneros literarios más antiguos en el mundo árabe. La variante conocida como nabati o «poesía beduina» prevalece en la actualidad y ha adquirido cierta popularidad debido a las obras poéticas redactadas por el jeque Mohamed bin Rashid al-Maktoum, que suele organizar concursos de poesía. En 2009 salió a la venta un libro compilatorio de su producción poética titulado Poems from the Desert. Tal es la relevancia de este género que ciertos diseños arquitectónicos de Dubái incluyen caracteres que citan algunos versos, como es el caso de la Palma Jebel Ali, cuyas casas están dispuestas de tal manera que, desde una vista panorámica, puede leerse el siguiente poema escrito por el propio jeque:

Toma la sabiduría de los sabios, no todo el que cabalga un caballo es un jinete. Solo un hombre visionario es capaz de escribir en el agua. Los grandes aceptan grandes desafíos.

La prensa local suele publicar con frecuencia textos poéticos beduinos. Algunos otros poetas conocidos de Dubái son Sultan al-Owais, Ahmed al Madani, un académico conocido por haber publicado un libro acerca de la historia de la nabati; y Sultan bin Khalifa, que además de redactar versos en nabati ha publicado poesía clásica árabe.

### Cinematografía
El cine en Dubái no tuvo un desarrollo significativo sino hasta después de los años 2000, cuando comenzaron a organizarse diversos festivales que incrementaron el interés en el financiamiento y dirección de largometrajes. Son conocidos también los esfuerzos realizados por el Gobierno para atraer a estudios y productores de Hollywood al emirato. Para tales fines fue establecida la Dubai Studio City, que ofrece una opción para los cineastas que deseen producir sus cintas en la región. Una de las primeras cintas financiadas en Dubái fue el drama Al Hilm (2005) dirigido por Habi al-Shabani, y cuya trama paradójicamente habla sobre las vicisitudes experimentadas por un joven para estrenar su película. Cuatro años después, en 2009, se estrenó otro drama titulado City of Life, del cineasta Ali Mostafa. Pese a la aclamación de la crítica, no logró ser distribuido fuera de la región.
Las películas extranjeras suelen exhibirse en los cines de Dubái en su idioma original con subtítulos en árabe. Las producciones de Bollywood gozan de una notable popularidad entre la población india del emirato. Abundan las salas de cine en las principales plazas comerciales, como es el caso del Dubai Mall que cuenta con salas de lujo. Para filmar un largometraje en Dubái es necesario cumplir con las políticas de censura que prohíben contenidos con pornografía, desnudez, narcotráfico y homosexualidad, así como cualquier referencia a Israel. Algunas cintas extranjeras que han sido parcialmente rodadas en Dubái son Syriana (2005) y Misión imposible: Protocolo fantasma (2011). Ha habido casos en los que algunas producciones no pudieron ser grabadas en el emirato precisamente por incumplir dichas políticas, como fue el caso de Sex and the City 2 (2010). Por otra parte, la distribución ilegal de películas es un problema común en Dubái, por lo que el Gobierno colabora con la Arabian Anti-Piracy Alliance para su erradicación.
En cuanto a festivales de cine destacan el Festival internacional de cine de Dubái, que desde 2004 promueve la difusión de material cultural sobre la región y en el que se exhiben filmes de elevado presupuesto; y el «Festival de cine del Golfo», cuyo origen se remonta a 2008 y que también le otorga prioridad a las producciones regionales.

### Ciencia y tecnología
Una gran parte de los esfuerzos científicos y tecnológicos están orientados a la industria petrolífera, pues existe una importante preocupación por el progresivo agotamiento de las reservas del hidrocarburo existentes en el territorio. Sin embargo, las inversiones destinadas a los procesos de investigación eran reducidas en los EAU, al provenir del presupuesto gubernamental mayoritariamente, que representa únicamente el 0.3 % del producto interno bruto.
Existen varias universidades que cuentan con acreditación internacional y cuyos programas de estudios abarcan la ciencia y la tecnología. Por ejemplo, la Universidad de Zayed, establecida en 1998 y orientada a la educación de todas las mujeres de los EAU, y la Universidad de Al Ghurair, que pertenece al sector privado. El organismo responsable de brindarles tales acreditaciones es el Ministerio de Educación Superior e Investigación Científica. Otra institución notable que se dedica a la investigación y desarrollo científicos es el Instituto de Ciencia y Tecnología Avanzada de los Emiratos, radicado en la ciudad de Dubái y establecido en 2006 con el propósito de «motivar la innovación científica, las mejoras tecnológicas y perfeccionar el desarrollo sostenible». En 2009 lanzó el satélite DubaiSat-1 al espacio exterior, cuya finalidad es tomar imágenes de alta resolución de la Tierra para usar tal información gráfica en la planeación urbana y el desarrollo de infraestructura, y promover también el desarrollo de las ciencias geológicas. Un segundo satélite, DubaiSat-2, fue lanzado a mediados de 2013. El Instituto de Tecnología de Dubái también busca el progreso de las investigaciones científicas y tecnológicas de los EAU, y cuenta con varios departamentos para el tratamiento del agua, la salud, la ingeniería y la logística, entre otros.
Los medios de comunicación también juegan un rol significativo en estos campos. Por ejemplo, en 2009 se lanzó la producción Stars of Science, un programa de telerrealidad en donde participan representantes de varios países árabes, entre ellos los EAU, con algún proyecto científico o tecnológico, y donde el triunfador es el concursante con el proyecto más innovador, obteniendo un premio económico de 1.1 millón AED —equivalente a 300 000 USD—. Los concursantes suelen recibir asesorías de otros científicos y organizaciones especializadas en sus proyectos. En la temporada de 2012, uno de los finalistas fue Mohamed Watfa, un profesor universitario de Dubái que tenía como proyecto una innovación informática en donde varios estudiantes pueden ejecutar aplicaciones en sus distintas tabletas por medio de una sola computadora.
Dubái ha sido sede de numerosas conferencias internacionales que abarcan aspectos científicos y tecnológicos, como el caso de la exposición «Mujeres árabes en la ciencia y la tecnología: permisión para el desarrollo del mundo árabe» en 2009, la «Conferencia internacional de ciencia, tecnología e ingeniería» a finales de 2012, la «Conferencia internacional sobre las ciencias del medio ambiente y el desarrollo» y la «Conferencia internacional sobre la investigación y estudios científicos», ambas en 2013. En cuanto a logros científicos recientes destaca la clonación de un camello en 2009.

### Gastronomía

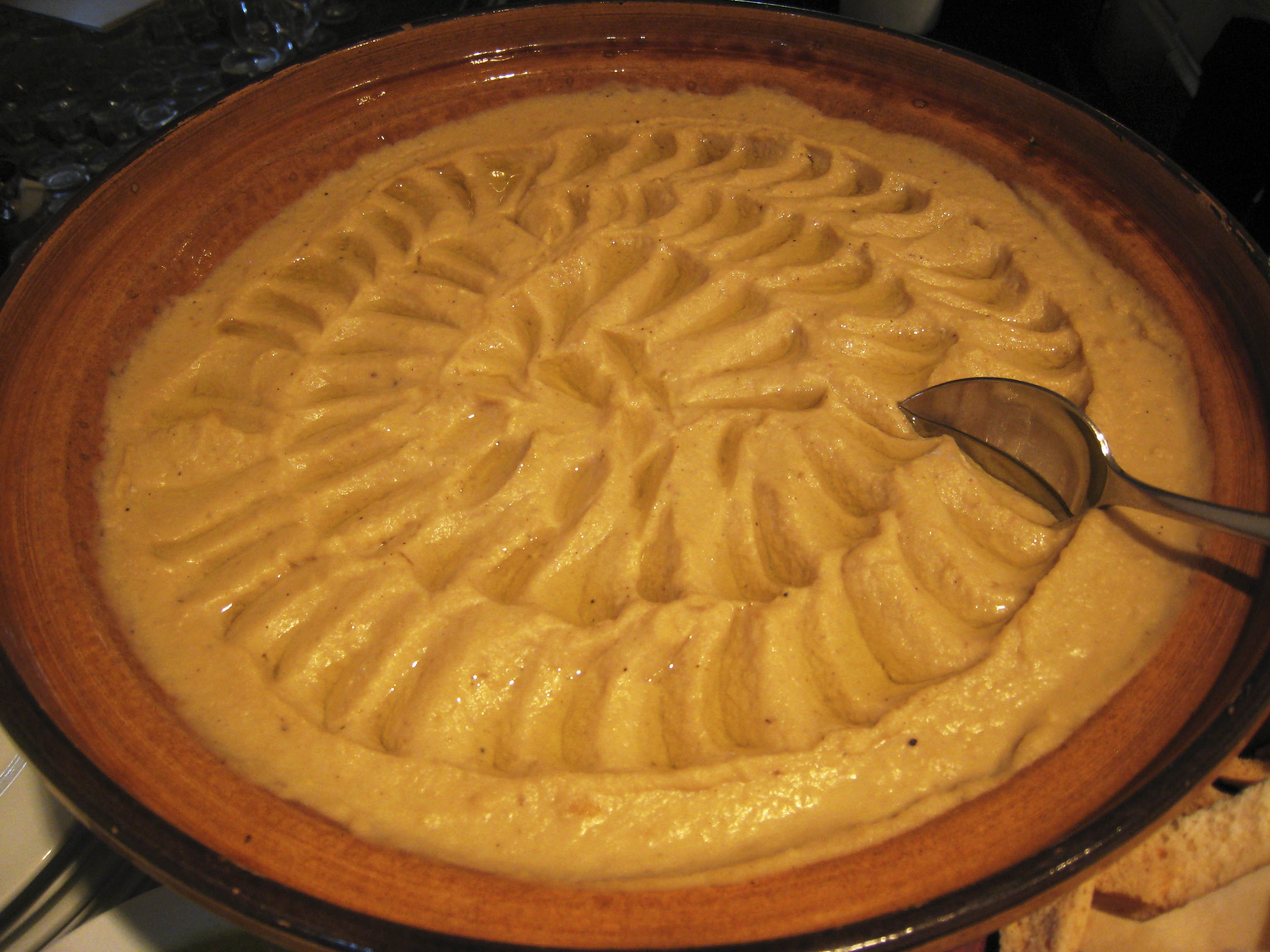
Plato de hummus, alimento muy común en la cocina árabe

Predominan los platos típicos de la gastronomía libanesa, como el shāwarmā —trozos de pollo o cordero servidos en un pan pita, y acompañados de verduras y tahina—, el faláfel —puré hecho con semillas de garbanzos y de sésamo, que se fríe y al cual se le da forma de esfera— y el hummus —una ensalada con puré de garbanzos—. Es común que se utilicen especias y condimentos de la región para acompañar muchos de esos platillos, tales como la canela, el azafrán y la cúrcuma. Abundan también los frutos como el pepino, el tomate y la berenjena, entre otros. Asimismo, es tradicional verter zumo de lima seca en los alimentos. Hay que subrayar que, por motivos religiosos, la carne de cerdo está restringida, aunque puede hallarse en algunos centros comerciales y restaurantes. Los locales que la comercializan y preparan deben conservarla en un refrigerador exclusivo, diferente al que usan para guardar los otros insumos.
En cuanto a postres, los habitantes del emirato suelen consumir dulces y chocolates elaborados con leche de camello, consumida por las antiguas tribus beduinas que habitaban Dubái. Inclusive existe una granja especializada en la producción de leche de camello, Industry for Camel Milk and Products, responsable de varios de estos productos. Además de los platillos regionales, existe una variedad de alimentos a degustar provenientes de las culturas europea, americana, india y asiática.

### Arquitectura

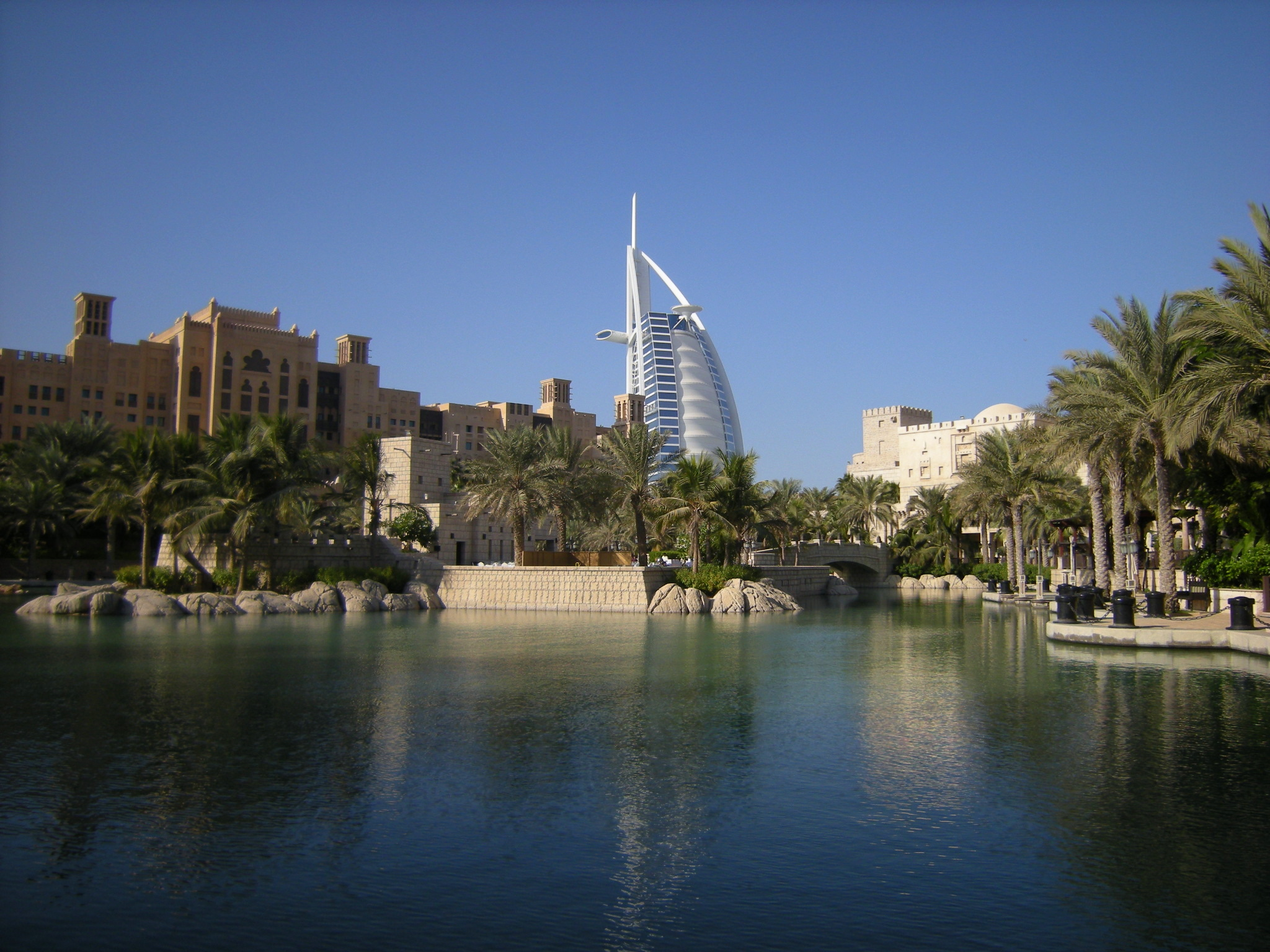
El edificio Burj Al Arab es uno de los hoteles más lujosos del mundo y un reconocido símbolo de Dubái

Las formas arquitectónicas de Dubái provienen de la fusión de varios estilos adoptados de otras culturas. Por ejemplo, pueden apreciarse rasgos de países como Irán e India en los captadores de viento y las puertas talladas características de ciertos edificios. La dirección del viento guarda una especial importancia en el diseño de viviendas y otras estructuras debido al clima cálido imperante. A esto se debe la planificación urbana de viviendas y edificios, dispuestos relativamente cerca entre sí para formar pasillos estrechos que son conocidos por los nativos como sikkas. Estos presentan una orientación de norte a sur y llegan hasta el Khawr Dubayy, de forma que garantizan la circulación de corrientes de aire fresco durante la mayor parte del día. La religión es otro aspecto relevante en el diseño de las viviendas; las habitaciones presentan vistas al interior acorde al concepto de modestia señalado por la religión musulmana.
Los materiales usados en la construcción han variado con el paso del tiempo. Las prácticas más antiguas consistían en la utilización de piedras, barro y hojas de palma y helecho para las casas ubicadas en zonas montañosas; troncos, hojas de palmera y madera de sándalo para las tiendas instaladas por las tribus nómadas del desierto; y yeso y piedra de coral para las zonas más urbanas. Sin embargo, estos últimos materiales resultaban muy costosos debido a la dificultad para obtenerlos, por lo que también podían hallarse construcciones más económicas hechas con hojas de palmera. En ciertos sectores de Dubái predominan los edificios militares que actualmente sirven como vivienda para varios de sus habitantes. El uso de materiales más resistentes y aislantes al calor ha estado en auge en años más recientes.
La incorporación del cemento como material de fabricación, junto con el hallazgo de petróleo en los años 1960, supusieron un cambio cultural importante en el diseño arquitectónico del emirato. A partir de entonces comenzaron a desarrollarse proyectos de gran escala bajo la gestión del jeque Rashid bin Saeed al-Maktoum, que incluyeron carreteras y sistemas de drenaje. Si bien la mayoría de la población de Dubái es extranjera, algunos arquitectos prefieren el uso de elementos alusivos a la historia del emirato, mientras que otros abogan por la renovación de antiguos edificios como fue el caso de una residencia del jeque Saeed Al Maktum, que fue convertida en un museo. Algunos arquitectos que han participado en algún proyecto de Dubái son Zaha Hadid —responsable del diseño del Dubai Financial Market, un edificio en forma de pétalos—, Jean Nouvel —del W Hotel Dubai—, y Norman Foster —que reformó el One Central Park, un edificio de lujo de 328 m de altura—. La zona residencial de Jumeirah también ha experimentado cambios significativos en su arquitectura con tal de atraer a una mayor cantidad de turistas.
Algunos edificios y zonas notables en Dubái incluyen los puertos artificiales de Mina Rashid y Jebel Ali, el World Trade Center Dubai, el Aeropuerto Internacional de Dubái, el puente al-Maktoum, los hoteles de lujo Burj Al Arab, conocido por su diseño en forma de vela y su considerable altura de 321 m que le ha llevado a ser considerado como un ícono arquitectónico; y Burj Khalifa, uno de los rascacielos más altos del mundo y cuyo diseño es reminiscente al de las plantas Hymenocallis, así como el conjunto de islas artificiales de The World y The Palm Islands; y la Cayan Tower, una torre en espiral de 310 metros de altura. También se han construido los proyectos Mohammed Bin Rashid Al Maktoum City - District One, que habrá de contener 831 villas con diferentes estilos arquitectónicos, pistas para bicicletas y para correr, un lago de 7 km de largo rodeado por playas artificiales y parques; y Dubai World Central, que comprende varios sectores destinados para actividades logísticas, deportivas, comerciales y residenciales. A mediados de 2016, la promotora Emaar anunció que construirá en la capital The Tower, un rascacielos que sacará 100 m al Burj Khalifa y que será un icono para la exposición internacional que se celebrará ahí en 2020.

### Arte
Pese a la producción artística local, son más abundantes las exhibiciones de obras de arte realizadas por artistas extranjeros. En 2007, el Dubai International Financial Centre inauguró la Feria de arte del Golfo —luego conocida como Art Dubai—, que alberga cada año piezas de arte creadas por artistas de más de 30 países y que la compañía Falcon and Associates, establecida por el propio jeque Mohamed bin Rashid al-Maktoum, cataloga como «una fecha importante en el calendario mundial», Sobresale también la actividad cultural de regiones como el Creekside Area y Al Bastakiya. En 2007 fue inaugurado el distrito Avenida Alserkal que contiene varias galerías de arte y está ubicado en Al Quoz.
Otras muestras artísticas son la Feria de arte de Sikka promovida por el Gobierno; el Foro Global de Arte; el ArtBus, que consiste en un recorrido donde se habla del desarrollo artístico en Dubái; y la Villa de la cultura, una zona residencial y comercial que habrá de incluir instituciones y academias de arte. Cabe mencionarse que está prohibido tomar fotografías de instituciones religiosas, militares o gubernamentales, incluyendo palacios, y hay ciertas restricciones en cuanto a la representación artística del desnudo.

## Deportes

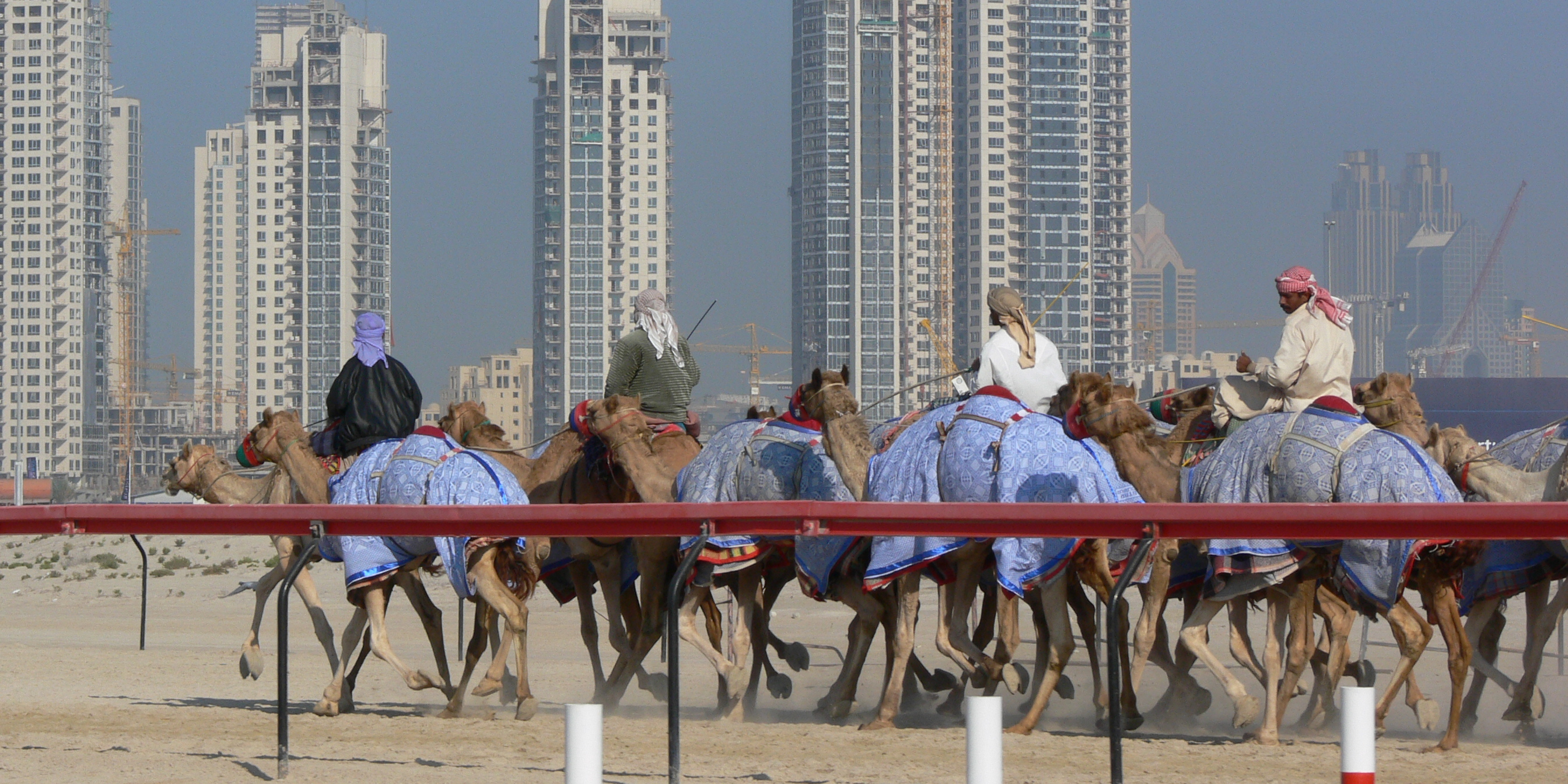
Las carreras de camellos son uno de los deportes tradicionales aún practicados en Dubái

Entre los deportes más populares en el emirato se incluyen el fútbol, golf, tenis, críquet y rugby. En la Primera División de fútbol, Dubái tiene cinco equipos que lo representan: Al Wasl FC, Al-Ahli Dubai, Al Nasr SC, Al Shabab Al Arabi Club y Dubai Club. De ellos, Al-Wasl es el más exitoso, ya que es el segundo equipo con el mayor número de campeonatos ganados en el país, únicamente por detrás del Al Ain. El críquet se convirtió en uno de los deportes más practicados de la región debido a la inmigración de personas provenientes de países como Pakistán, India y Australia. De hecho, en 2005 el Consejo Internacional de Críquet trasladó su sede de Londres a Dubái. Asimismo, la capital a menudo alberga varios encuentros internacionales de este deporte. Dubái ha sido sede también de la Serie Mundial Masculina de Rugby 7.
Otros deportes han cobrado relevancia en Dubái gracias al desarrollo económico de sus habitantes, como es el caso del golf. De hecho, el Dubai Desert Classic es uno de los torneos de golf que atrae a varios golfistas profesionales de todo el mundo. De manera similar, la popularidad del tenis se ha elevado en los últimos años, de modo que desde 1993 la capital es la sede del Torneo de Dubái, una de las competencias anuales más importantes dentro de este deporte, que es parte íntegra del circuito de la Asociación de Tenistas Profesionales. Otras disciplinas como los deportes acuáticos —principalmente la vela y la pesca deportiva—, los ecuestres y el automovilismo han ganado popularidad entre la clase económica alta de Dubái, que actualmente cuenta con varios centros equipados para la práctica de estos deportes. En las zonas rurales aún se practican muchos de los deportes tradicionales entre los grupos árabes, tales como la cetrería y las carreras de camellos.
Ante todo, la capital ya ha albergado muchas competiciones deportivas de carácter internacional, como el Campeonato Mundial de Natación en Piscina Corta de 2010, la Copa Mundial de Fútbol Juvenil de 2003 o las Olimpiadas de ajedrez en el año 1986. En 2011 el Comité Olímpico de los Emiratos Árabes Unidos anunció que buscaría la sede de los Juegos Olímpicos de 2024 para Dubái, luego de intentar conseguir la candidatura oficial para los Juegos Olímpicos de la Juventud 2018. Pese a su desestimación, el Gobierno estuvo en negociaciones para albergar una competencia de la IndyCar Series para la temporada 2015.